# サガ フロンティア2
『サガ フロンティア2』（サガ フロンティアツー、SaGa Frontier 2）はスクウェア（現：スクウェア・エニックス）より1999年4月1日に発売されたPlayStation用ソフト。シリーズ最後のPlayStation版である。
廉価版として、2002年3月20日にPS one Booksシリーズとして再発売され、また、2006年7月20日にアルティメットヒッツシリーズとして再々発売された。
2008年12月10日よりゲームアーカイブスで配信されている。
2025年3月28日には新規シナリオや新プレイアブルキャラクター、新システムなどを追加したリマスター版が配信開始。前日3月27日23時からのNintendo Directで発表され、同配信終了後に即発売された。

## 詳細
サガシリーズ全体としては8作目にあたる。2008年現在、サガ フロンティアシリーズは1997年に発売された前作『サガ フロンティア』と本作のみ。
術(一般的なRPGで言う魔法)の力が一般化しているサンダイルという架空の世界の中世を舞台に、術の力に秀でた王家の生まれでありながら術の力を一切持たなかった人物「ギュスターヴ13世」の人生と時代の流れを追っていくというストーリー。サガシリーズにおいては、ロマンシング サ・ガ以降、プレイヤーの選択肢によってストーリーの進行が異なる「フリーシナリオシステム」が特色であったが、本作ではストーリーがエピソードごと年代順に区分され、プレイヤーが選択したシナリオを追っていく「ヒストリーチョイス」が特色(「構築型フリーシナリオ」とも銘打たれていた)。今作ではプロデューサーの河津秋敏がシナリオディレクターも兼ね、シナリオのほぼすべてを手がけた。河津は今作で「一行の年表で片付けられてしまう歴史の裏にあるドラマを読み解く事の面白さ」を表現しようとした。
コンポーザーに、『Sa・Ga2』およびロマンシング サ・ガシリーズ三部作、前作『サガ フロンティア』の作曲を行っていた伊藤賢治ではなく新たに濱渦正志を起用。濱渦は、主となるメロディをおよそ3つにまで絞り込み、特定の旋律を複数曲に渡って多用する事で統一感を生み出しつつ幅広いバリエーションを持たせるという手法を取った。伊藤賢治の派手な曲調と比べて穏やかな曲調が多い。なおゲーム音源を収録したオリジナルサウンドトラックは廃盤となったが、2006年2月1日に再発売されている。
初回版にはおまけディスク「SQUARE'S PREVIEW 4」が付属しており、これには『レーシングラグーン』と『聖剣伝説 LEGEND OF MANA』の体験版、1999年までにスクウェアが発売したPSソフトを紹介する「SQUARE COLLECTION VOL.1」が収録されていた。後の廉価版ではこの特典は無くなっている。

## システム

### ヒストリーチョイス
ゲーム内で起こるイベントは世界地図の各所にシナリオ名として載り、これを指定する事でそのイベントが開始される。それぞれ異なるエピソードになっており、登場キャラクターや物語の舞台も色々。中には全く操作する必要のない、物語の進行のみを扱うイベントも存在する。シナリオの分岐は無いものの、場合によって各シナリオはその選択の放棄や、順序の変更を任意で行なえる。従って、時には年代をさかのぼる選択も可能。
前作『サガ フロンティア』のように、物語は大きく分けて「ギュスターヴ編」「ナイツ編」の異なる二編によって、それぞれ主人公のストーリーを追うようにして語られるが、この2つはシナリオ自体の切り替えによって分類されてはおらず、全てのシナリオがギュスターヴ編あるいはナイツ編のどちらか(あるいは両方)に属する。年代やシナリオによって操作するキャラクターは変化し、システム上の主人公も各シナリオごとに異なるほか、物語全編を通しては30人近くものバトルキャラクターが登場する。概してギュスターヴ編は物語中心の展開で戦闘機会が少なめなのに対し、ナイツ編は冒険と密着した戦闘中心の展開となっている。中にはギュスターヴやナイツ家が全く登場しないシナリオや、一切操作できないキャラクターしか登場しないシナリオもある。
パーティキャラクターが進行に伴い大きく変わっていくため、一般的なCRPGのように一人のキャラを集中して使い込むことは進行上不可能である。反面、手に入れた道具・覚えた技や術などは全キャラクターで共有される。このようなシステムは同シリーズでは『ロマンシング サ・ガ2』に近いが、キャラクター間の能力値継承などはない。そのため、既に使用したことのあるキャラクターの装備品を回収する「装備回収屋」というシステムが登場し、装備品を取り外して現在のパーティキャラクターに流用することが可能(パーティ編成画面で×マークが付いているキャラクターや、特定のキャラクター固有の装備品は対象外)。
リマスター版では年代が経過して新しく仲間になったバトルキャラクターに、それまで育てたことのあるバトルキャラクターの成長を継承する「成長能力継承」が可能になった。継承可能条件は、現在のパーティー外のキャラクター（プレイ中のシナリオで仲間にならないキャラクター）であることと、一度にセットできる継承元のバトルキャラクターは1名あたり1体のみ。装備と同様、自由に着脱が可能。ただし、成長で上昇した数字だけ上乗せする仕様のため、キャラクターごとの初期値は上乗せの数字にカウントされることはない。初期値が低いほど成長に時間がかかる反面、上昇させる機会が多いので成長能力継承に向いている。
便利な反面、キャラクターによっては意味の無い組み合わせも存在する。体術を使用できないキャラクターに体術レベルを継承することも可能だが、体術が使用できないことに変わりはないので実質的に意味が無い。他にも、ギュスターヴとフリンに術レベルとJPを継承させても術が使用できないことに変わりはないので、継承させても意味が無い（JPを継承させても0のままで増加することはない）。
ストーリーの進行に伴って、世界地図の画面から見ることができる年代別に簡単な内容をまとめた年表に、プレイヤーが進めたイベントの情報(詳細な歴史)が追加記載されていき、歴史における隠された事実を補完する形でゲームを進めていく。ただし、ギュスターヴ編についてはゲームを開始した時点でその後の歴史のあらすじが既に明示されており、歴史小説を読み解くようなプレイ感覚を提供している。
セーブデータの存在しない状態でゲームを起動すると自動的にギュスターヴ編の最初のシナリオが始まり、それが終わるとシナリオ選択画面に移る。セーブデータがある状態で起動するとタイトル画面が表示され、ここで「New Game」を選んだ場合は前述の初期シナリオも含めたシナリオ選択画面からゲームが始まる。ギュスターヴ編、ナイツ編共に最後のシナリオをクリアするとそれまでの歴史を振り返るエピローグが流れるが、ギュスターヴ編の場合はその後はシナリオ選択画面に戻る。ナイツ編の最後にはラストボスが待ち受け、撃破することによりゲーム全体のエンディングを迎えてクリアとなる。

### 戦闘
戦闘はそれまでのシリーズ同様にシンボルエンカウントによって戦闘に移る。敵シンボルにはそのモンスターの種族によって様々なものが存在しており、シンボルの動き方もそれぞれ違ったものになっている。ただし敵の出現場所がシナリオ・ダンジョンごとに決まっているため、過去のサガシリーズのように戦闘を繰り返しているうちに、弱いモンスターから強いモンスターに置き換わっていくということはない。そのため、キャラクターごとに戦えるモンスターは実質的に決まっている。シンボル接触後にそのキャラに対してデュエル(1対1の戦闘)が出来る場合は、デュエルに参加させるキャラ1人を選択するか、通常のパーティバトルで戦闘させるか選ぶことができる(デュエル不可能なキャラクターもいる)。ただしパーティメンバーが1人しかおらず、なおかつその戦闘がデュエル可能だった場合、強制的にデュエル方式の戦闘になる。
原則的には敵を全滅させると勝利となり、各種パラメータが成長し、パーティの全キャラクターのHPが25%回復した状態でフィールド画面に戻る。また、戦闘状況の有利・不利に応じて敵と交渉することができ、戦闘を終了させることも出来る(一般的なRPGで言う「逃げる」に近いが、有利な交渉の場合は敵を倒した時と同じように成長する)。逆に戦闘参加者全員のHPが0になって全滅したり、主人公(デュエルの場合は参加者)のLPが0になると、基本的にゲームオーバーとなる。
武器
攻撃用の装備。2つまで装備可能。資質のある武器は扱いが得意。
- 剣 - 非常に数が多く、攻撃力の高いものが多く存在する。
- 斧 - 高威力だが命中率に難がある。
- 杖 - 追加効果が豊富なので、補助に向いている。
- 槍 - それなりに威力があるほか、連携しやすい技が多い。
- 弓 - 遠距離攻撃が可能で、術技が非常に多い。
- 体術 - 武器の威力に依存せず、本人の成長にしたがって威力が大きく上がる。特定のキャラクターは使えないほか、術技は存在しない。

防具
防御用の装備。4つまで装備可能。基本的に1種類1つしか装備できない。
- 盾 - 特定の攻撃を一定確率で無効化できる。他の防具と違い、武器の場所に装備する。
- 身体 - 胴体用防具。総じて防御力が高い。
- 頭 - 頭用防具。術による攻撃力が低下するのを防ぐ。
- 腕 - 腕用防具。武器による攻撃力が低下するのを防ぐ。
- 足 - 足用防具。行動順の早さが低下するのを防ぐ。
- 全身鎧 - 身体・頭・腕・足の防具がセットになったもの。部位が重複する他の防具とは併用できない。
- アクセサリー - 術のアニマ確保に役立つものが多く、装備欄の許す限りいくつでも装備できる。

#### パーティバトル
戦闘メンバーとして配置したキャラクターが全員で敵と戦う従来の戦闘形態。パーティのうち最大4人まで同時参加でき、敵キャラクターも最大4体まで参加する。個々の持っている技・術を駆使して敵を倒すことになる。通常のプレイでは最も多く展開される戦闘形態。
パーティバトル中、決まった行動順番がタイミング良く重なると、キャラが攻撃後に続いて別のキャラが攻撃、と連続して攻撃を繰り出すことで、各種技・術を組み込んだ連携(コンボ)が発生することがある。2連携目以降は相手の防御力・耐性を無視でき、後に繰り出す技ほど攻撃力の増幅率が大きい。敵と味方の技・術を連携させることも可能(敵味方連携と呼ばれる)。パーティバトルにおける行動順は戦闘前に固定することができ、この場合は行動順の早さが遅くなるものの、連携を狙う際には有効。
また、「遊撃」「切り込み」などのパーティバトルにおけるさまざまな補正を得られるロールを設定することもできる。ロールは全部で30個あり、戦闘前に、各キャラに特定のロールをセットさせておくことで様々な効果を得る。例えば「スカウト」のロールをセットしているキャラがいると、常に一定の立ち位置を確保した状態で戦闘ができるため、後衛が敵の近くに引きずり出されることが少なくなる。このようにロール次第で戦闘を有利に進められるが、「自由行動」以外のロールは1つにつき1名にしかセットできない。ロールの取得には、所持しているキャラを一度でも仲間にする必要がある（コンバットへの参加でもよい）。特定のロールを組み合わせる事で意図的に連携の成功率を上げることも可能。

#### デュエル
パーティバトルとは異なり、敵と1対1で戦う戦闘形態。開始時に参加者を選ぶことが可能。覚えた技・術を直接指定して使うことはできず、装備品の種類ごとに設定された「斬る」「叩く」などの基本コマンド（後述）しか使用できない。敵味方とも、これらのコマンドを1ターンに4回入力するルールであり、特定の組み合わせにした場合にコマンド同士が自動的に連結して、技や術が発動する。
たとえば、剣技「十字斬り」を発動させるには、「斬る」「払う」の順番で入力して、それが連結すると「十字斬り」になるが、連結に失敗すると「斬る」と「払う」の基本動作2つが別々に発動する。技・術ごとのコマンドの組み合わせは、メニュー画面での説明文で確認できる。この「十字斬り」ならば「斬る、払う」と表記されており、術の場合はたとえば「ニードルショット」ならば「樹石の合成術」と表記されていることからデュエルでは「樹」「石」と入力することで発動できる。また、メニュー画面で確認できない隠し要素（裏コマンド）として、別の組み合わせで同じものを発動させることのできる技・術もある。例えば「焼殺」は、メニュー画面で確認できる組み合わせは「炎」「炎」「石」「樹」だが、「炎」「炎」「樹」「石」でも発動する。
コマンド1つごとにWP・JPを消費するため、技や術の消費コストはパーティバトルとは異なる。また、コマンドを利用した装備品の耐久力はそれぞれ消耗される。ただし同じ装備品でコマンドを2回以上使用しても、消耗される耐久力は1ターンあたり1ポイントのみ。
WP・JPが足りない場合にLPを消費する点はパーティバトルと同じだが、その場合はコマンド入力数ではなく、行動した技・術の回数によってLPが消費される。例えば上記の「十字斬り」であれば、十字斬りの発動に成功した場合は「WP・JP不足の行動の回数が1回」になるため、LPの消耗も1ポイントになるが、技の発動が成功せず斬る・払うがそれぞれ行われれば、それぞれWP・JPが不足していないかどうかを個別にチェックされ、もし両方ともWP・JPが足りていなければ「WP・JP不足の行動の回数が2回」になり、LPの消耗は2ポイントになる。
装備品に応じて使えるコマンドは、武器の種類・術のアニマに応じたものになる。例えば剣であれば「斬る」「払う」「けさ斬り」、炎のアニマを属したものであれば「炎」といった具合。また、装備の種類に関係なく「構える」「けん制」などの共通コマンドも使用可能で、パーティバトルであればそのターンを防御に専念するコマンド「身を守る」もデュエルでは4回分のうち1回分の行動として組み込めるため、攻撃しながら防御をするといったパーティバトルでは不可能な戦い方も可能。ただし武器は1ターンに1種類しか使用出来ず、武器チェンジのコマンドを利用してターンの最初に切り替えることができるのみ。
互いの行動タイミングが一致した場合、一度のタイミングで互いに攻撃し合う「相抜け」という現象が発生することもある。攻撃しながら敵の攻撃を受けるため、回避できない。
この戦闘形式では、互いの行動に相性が設定されており、攻撃側が有利な場合は敵に攻撃を回避されず、攻撃側が不利な場合は敵に回避されやすい。これらの相性による補正は、画面上では「Timely Action」と表示され、プレイヤー側が有利な場合は緑・不利な場合は赤となる。
一人だけなのでゲームオーバーになりやすく、成長するのも該当キャラクターのみという欠点はあるが、能力は上がりやすく、この形式でしか覚えられない技もある。

#### コンバット
特定のシナリオの戦闘形態で、軍団同士の戦争イベント。シミュレーションRPGに近い形式で、スクエア形式のマス目に区切られたフィールドに、自軍と敵軍が4人一組の「ユニット」という形で配置されており、自軍のユニットを将棋の駒のように動かして、敵軍のいるマスと重なればバトルになる。戦闘参加者は、一部を除いてコンバット専用の汎用キャラクターとなる。
バトルのルールは通常のパーティバトルと同じだが、1ターンで強制終了し、与えたダメージによって戦果が決まり、負けた軍のユニットは後退させられる。この時、後退する場所が無かったり、ユニットの兵士全員が倒されてしまうと、ユニット自体が消滅する。倒されなかったキャラクターは、HP・WP・JP・LP・ステータス異常・装備品の耐久力が全回復する。
コンバットのターンは、味方フェイズ⇒敵フェイズの順番で行われ、移動単位は縦・横。敵ユニットがいるマスを通過することはできない(敵が斜めに配置されている場合に限り、その隙間を縫って斜め1マス=縦横1マスずつ移動することは可能)。互いのフェイズが切り替わるたびに、部隊が4名に満たないユニットには敵味方問わず1名ずつ兵士が自動的に補充されるが、敵・味方にそれぞれ設定されている「予備兵」のストックが尽きてしまうと補充は行われなくなる。また、同じフェイズで2回以上戦闘を挑まれたユニットは、戦闘開始時にHPが一定割合だけ減った状態の「連続戦闘」というハンデが課せられる。
「敵軍の大将ユニットを倒す」などの勝利条件を満たすことでシナリオ達成になり、「主人公のユニットが倒される」などの敗北条件に該当するとゲームオーバーになる。

### キャラクター

#### 能力
性別
男性、女性がいる。性別によっては、戦闘時の特定の攻撃に狙われやすくなる。
年齢
今作では、キャラクターはそのシナリオでの年齢によってステータス値の基本値が異なる。ステータス値基本値は若いうちは年齢を重ねる毎に上がっていくが、壮年になるとほとんどのステータス値は下がる。JPのみ年齢を重ねる毎に上がっていくため下がることはないが、高齢になるに連れて増加量は減っていく。
ステータス用語
HP
キャラクターの耐久力。0になると戦闘不能になる。アイテム、術で回復可能。戦闘終了後には一定量(最大値の25%)回復。ただし回復アイテムが戦闘中に使えない・回復術が移動中に使えないため、「戦闘中のHP管理」が重要である。戦闘中にどんな行動を選択しても終了後に最大値が成長する可能性がある。
LP
キャラクターの生命力。0になると昏睡状態(主人公だとゲームオーバー、主人公以外のキャラクターは戦闘終了後に1だけ回復)になる。前作までと異なり、HPが0になってもLPが減ることはないが、代わりに特定の攻撃でHPにダメージを受けた時に減る場合がある(必ずLPが減る攻撃・絶対にLPが減らない攻撃もある)。また、戦闘中の毎ターンの開始時にLPを1消費してHPを全回復したり、WP・JPが足りない時に代わりにLPを消費して行動するなどの用途が追加された。
他のステータス値とは違い、戦闘終了後の成長はない。一定の年齢を重ねる毎に最大値が1上昇する仕様の為、上昇による恩恵は他のステータス値よりも少ない。また、特定の年齢に到達する毎に1減少していくが、戦闘に大きな変化をもたらすことはない。
今作ではLPを減らす攻撃が多いこと・敵側も多くのLPを持つ者が多数登場することから、ダメージを与えるついでにLPを減らす攻撃によって、HPが0になる前にLPを0にして倒すケースがこれまでの作品より多い。
WP
キャラクターの技力。技を使用することで消費し、戦闘終了後にアイテムで回復できる。また、戦闘中ターンごとに一定量回復する(ステータス欄に括弧で表記された数字だけ回復。一定の年齢を境に減少)。これが高いほど与えるダメージは上がり、武器や体術を使った攻撃の場合は敵より先に行動しやすくなる。さらに、体術は最大WPと残りWPの差が大きいほど与えるダメージが上がっていく。これは極限効果と呼ばれている。戦闘中に武器や体術を使うと最大値が成長する可能性がある。
JP
キャラクターの術力。術や術技を使用することで消費し、戦闘終了後にアイテムで回復できる。戦闘中ターンごとに一定量回復し、各種装備品によって増減する。術と術技に共通して最大JPの高さが与えるダメージを上げ、術はさらにJPの極限効果も影響する。また、ステータス異常に対する防御力も上がり、逆に敵に対してはステータス異常攻撃を成功しやすくさせる。その他にも、装備する防具に設定された術力増強という数値とJPの高さに応じて防御力をさらに高めることが出来る。なお、どんなに加齢しても上がり続ける。戦闘中にアニマを使うと最大値が成長する可能性がある。
今作では、WP・JP共に、節約しながら回復すれば尽きることは無い。ただし回復アイテムの種類・入手数が非常に少ないため、ターンごとの自然回復が重要。特に宿屋などの休憩場所が利用できないシナリオでは、意図的に戦闘を長引かせてWP・JPを地道に回復させるなどの対処が求められる。
スキルレベル
技・術の、系統ごとの熟練度。高いほど効果が強力になるほか、該当する系統を使ったときに早く行動できる。年齢によって変化することはない。
戦闘中に変動する能力値
メニュー画面では具体的な数値は表示されておらず、戦闘中のみ変動するもの。キャラクター自身の能力値と、装備品の性能に大別される。戦闘が終了すると変動した分は元に戻る。
- Morale - 総合的な技の威力。
- Quick - 総合的な素早さおよび、各種連携の成功率、命中率・回避率。
- Psycho - 総合的な術の威力。
- Weapon - 武器の性能。
- Defence - 防具の総合性能。
- Magic - 防具の性能のうち、魔法防御にあたるもの。

#### 技・術
戦闘中に使うことのできる行動各種のこと。剣・斧・杖・槍・弓・体術による武器を使った攻撃「技」と、樹・火・水・石・獣・音などのアニマを引き出して使う「術」系が存在している。
技はWPを消費し、技と対応した所持武器を持っていれば使用できる。
術はJPを消費し、術と対応したアニマを持っていれば使用できる(例:火の力を使った術を使用するには火のアニマを属した装備を持っている必要がある)。アニマはほとんどの武器・防具に内包されているほか、戦闘フィールドからアニマを引き出せる場所もある(例:石造りの遺跡での戦闘では石のアニマを属した装備品を持っていなくても石の力を使った術を発動できる)。ただしギュスターヴはJPを消費する行動を一切扱えず、最大JPも0のまま増加しない。
アニマを宿している武器・防具は「ツール」「クヴェル」と呼ばれ、ツールはほとんどに耐久度制限がある。技や術を使うことで対応した武具の耐久度が1ターンに1減り、0になった場合は威力が半減する(戦闘が終わると壊れて消滅する。壊れたツールの破片は「チップ」と呼ばれ、換金したりツールを作る材料にできる)。
また、総じて性能が高いうえに壊れることのない「金属製品」を装備していると、JPの最大値が大幅に減る上、それに比例する形で術自体の威力が低下する。ただし他者から受けた術の威力も低下させるため、敵の攻撃術を防ぐために装備する使い道もある。
技・術問わず、特定の武器・防具から発動できるものと、キャラクター自身が覚えるものに大別されている。装備固有の術に関してはツールやクヴェルに原則1つ内包されており、中には未解明のアニマに基づくものもある。

##### アーツ
技・術のうち、バトルキャラクター自身が修得することのできるもの(=装備固有の技・術ではないもの)を、本作では「アーツ」と呼ぶ。
アーツは各キャラに装備させることで使用できる(今作では誰か1人が修得すれば全員が使える)。時代を隔てたまったく面識のないキャラクター同士でも可能。
今作ではアーツ装備欄に「お気に入りライン」がついており、これで区切ることで、装備欄が埋まっていた場合に閃きによってアーツを覚えたときに外すアーツと、そうでないアーツを分別することができる。つまり、装備欄が満タンでも新たに技を閃くことができる。
各バトルキャラクターにはこれら12に分かれた武器・アニマ系統にそれぞれレベルがある。また、それぞれ得手不得手の差があり、得意な系統については「資質がある」と表現され、その系統の技・術の修得に向いている。資質の有無の確認はメニュー欄のスキルレベル表にある武器・アニマのアイコンに「+」マークがついているかどうかで判断できる。

###### アーツの種類
技
武器の系統に応じた剣技、斧技、杖技、槍技、弓技、及び肉体を使う体術の計6種類が存在。体術に限り、使用できるキャラとできないキャラがいる。
合成術
アニマを単一で取り出すだけの基本術と違い、複数のアニマを重ねた強力な術を指す(使用には該当するアニマ全てを用意する必要がある)。基本術と同じく樹、火、水、石、獣、音のアニマの6系統に別れている。パーティバトルではツールの耐久度を消耗せずに使用可能。
- 樹術 - 樹の持つ癒しや安らぎなどを利用した補助を得意とする。
- 石術 - 鉱物などの性質を利用した硬化などを司る。
- 火術 - 炎の焼却能力を活かした最も攻撃的な術系統。
- 水術 - 元々は癒しを司るが、別のアニマと組み合わせた攻撃的な術が多い。
- 音術 - 様々な音に別のアニマを組み合わせることで強力な効果を発揮する。
- 獣術 - 野生動物などの生命エネルギーを扱い、活力を司る。

術技
術的な要素を持ち合わせた技だが、術と同様JPを消費することで使用可能（WPは消費しない）。通常の技と比べると数が少ない。使用には武器だけでなく、アニマを宿したツール・クヴェルも必要となる。デュエルによる合成コマンドでのみ習得可能だが、「烈風剣」のみ合成コマンドが無いため、デュエルで習得・使用は不可能（学習による習得も不可能）。ヨハンが最初から習得しているため、1度戦闘をするか封印することで習得可能。
カスタムアーツ
デュエル専用のアーツ。入力したコマンドの組み合わせによっては、パーティバトルで使用できる技・術に当てはまらない攻撃が発動することがある。いわば「自己流に動作を組み合わせて発動するオリジナルの攻撃」であり、パーティバトルで使うことはできず、アーツとしては例外的に修得できない。開発当初の構想では、技の動作や術の元素を組み合わせることでさまざまな攻撃を繰り出せる予定にするつもりだったが、本格的な実装には至らず、装備固有術の強化版という性能にとどまっている。

###### アーツの修得
アーツの修得には基本的に以下の5つの方法が存在する。大体の場合において、資質の有無や、対戦する敵のスキルレベルに成功確率が左右される。
閃き
パーティバトル中に武器あるいは体術での攻撃をしている時に、ランダムでその系統に合った技を編み出す行為。その際、本来コマンドで入力した技の代わりに編み出した技がその場で実行される。特定の技を使用することで初めて閃く技も存在する。
学習
戦闘終了後にランダムで術を習得する事を指す。いくつかの術は学習でしか修得できず、戦闘中での行動や各キャラの適性によってその成功確率は大きく変わる。パーティバトルでもデュエルでも実行可能。
合成
デュエル中に基本コマンドを組み合わせてアーツを編み出す行為。一度合成が成功すれば、その技や術は修得した事になる。大半のアーツは合成による修得が可能なため、基本コマンドの組み合わせさえ予め知っていれば、「閃き」や「学習」より効率的。術技の修得は原則合成のみ。
封印
通常は覚えた技や術をメニューから外す事であるが、新たに仲間になったキャラクターが技や術を初めから持っている場合、これを封印した時点で強制的に修得したことになる。
戦闘参加
新たに仲間になったキャラクターが、まだ他のキャラクターで覚えていない技や術を初めから持っている場合、そのキャラクターを戦闘に参加させることで修得したことになる。

### その他
プレイヤーノート
発生した連携やカスタムアーツはプレイヤーノートに記載され、いつでも参照することが出来る。
PocketStationを利用すれば、コンボポケットとしてPocketStationに連携履歴を保存・参照することができる。
チップ流通量
世界にどれだけチップが流通しているかを示す。ツール製作屋でツールを作成する際の条件となり、流通量が増えれば作成可能ツールが解禁されていく（ただし、一部を除いて流通量に加えてスキルレベルも必要）。イベントやバトルで入手、ツールが壊れる、ツールを処分するなどでプレイヤーの所持チップが増えるとその分だけ流通量も増加する。また、チップをクラウンに換金しても同様に増える。ツール製作屋でツールを作ると、消費した分のチップ数だけ流通量も減る。具体的な現在値はプレイ中に確認する方法が無く、エンディングでのみ表示される。リマスター版ではメニューからいつでも確認が可能になった。
GO!GO!ディガー
PocketStation用ミニゲーム。ディガーを雇ってアイテムの発掘を行わせる。ダウンロード場所は作中の各地に点在し、発見することでプレイ可能（いずれも物品を手にいれる形で発見する）。ダウンロード場所に応じて雇えるディガーが異なる。プレイヤーがやることは時間を1分から99分で設定するのみで、設定時間が経過すると結果が報告される。アイテムが手に入れば本編に転送可能。アイテムは設定した時間とディガーの能力に応じて変わる。作中最強の攻撃力を誇る「七星剣」は、この発掘でしか手に入らない。目を離すと居眠りしたり逃亡を図ることもあるため、ただ放置していれば良い訳ではない。ボタンを押してスピードアップも可能だが、居眠りしやすくなる。雇うディガーによって能力やサボりやすさに違いがある。アイテムを発見するとジニーが登場し、アイコンが表示される。発見できないとアレクセイが登場する。100分操作しないでいるとリッチが登場して省電力モードに入る。
リマスター版では「DIG!DIG!ディガー」というタイトルとして、本編プレイと並行して進行する形にアレンジされている。ディガーは三人まで雇えるようになり、派遣場所を選べるようになった。また、オリジナル版では性別や種族に関わらず全員ウィルと同じだったグラフィックは個別に用意された。
2周目
ゲームをクリアした際のセーブデータ（クリアデータ）を読み込むとタイトル画面が変化し、2周目が始まる。2周目以降では以前の周で出現させたことがあるシナリオが全て選択可能（町シナリオや特殊な条件のあるシナリオを除く）になっており、最終シナリオの隣には即座にラストボスと対決する「ラストバトル」というシナリオが追加される。キャラクターのステータスや装備品、アイテムは初期状態に戻るが、習得したアーツは全て引き継がれ、自由に装備可能となっている。他にはプレイヤーノートや敵の学習レベル、チップ流通量が引き継がれる。
リマスター版では他シリーズのリメイク、リマスター版同様にステータスやアイテム等も引継ぎ可能になり、引継ぐ要素を任意で選択可能になった。また、「ラストバトル」以外に各将魔のシナリオが追加される。このシナリオではヴェスティアから開始し、それぞれ決まったダンジョンの奥にいる強化された将魔と戦う事ができる。ヴェスティアには何人かのキャラクターがいて任意で6人までパーティを入れ替える事が可能で、固定装備も外す事が可能。全強化将魔を倒すとラストバトルシナリオで強化されたラストボスと戦う事ができる。強化ラストボスはオリジナル版通り、ジニー達6人のうち4人で挑む事になり、固定装備も外せない。

## 登場人物
キャラクターによっては編や世代を跨いで登場する。（＊）が点いているのは戦闘に参加する機会のあるバトルキャラクター。

### ギュスターヴ編の登場人物

#### 13世存命時から登場
ギュスターヴ / ギュスターヴ13世 (Gustav,The Steel,XIII)（＊）
声 - 武内駿輔（LORD of VERMILION ARENA / LORD of VERMILION Re:3）
フィニー王国国王ギュスターヴ12世とノール侯女ソフィーの嫡男。王太子として多大な期待を寄せられていたが、7歳の時にファイアブランドの儀式において術不能者と判明したため「出来損ない」として父親に追放される。通常の術不能者とも違い、アニマを全く持たない極めて稀有な人物。その特異性から術に代わる力を求め、東大陸では軽視されていた金属の精錬技術に着目したことで後に鋼鉄軍を結成。短期間で覇権を握り、またその生い立ちから貴族よりも庶民感覚が強かったため、人々に広く支持された。それまで奴隷以下の地位であった術不能者の立場を押し上げたことや、一度は人々から見放された金属を再評価させ、術至上主義を根底から見直すきっかけになったことから、鋼の13世と称えられる（数あるギュスターヴの中でも単にギュスターヴと言えば彼を指す）。ギュスターヴ編では彼の波乱万丈な人生とその死後の後継者戦争を追うストーリーが展開される。
追放直後は「術不能者」の烙印によって辛い日々を送り、その劣等感から荒れた少年時代を送っていたが、母・ソフィーやフリン、ケルヴィン、レスリーと言った周囲の理解者に支えられ、成長していった。13歳の時に町の鍛冶屋で金属に興味を持ち、自身の運命を狂わせたファイアブランドへの対抗意識から鋼の剣を作るべく弟子入り。2年掛けて試作品となる短剣を製作する。20歳の時に策略によってワイド領を無血で奪取し、根拠地とする。地盤を固めた後は父・ギュスターヴ12世の急逝に伴って王位を主張するべく帰郷。バケットヒルの戦いで異母弟のギュスターヴ14世を討ち、約20年の時を経てテルムへ帰還する。弟・フィリップと和解した後はフィニーを彼に任せ、自身は世界に類を見ない大都市ハン・ノヴァの建設して帝国を作り上げるなど一時代を築いたものの、最期は巡察の遠征中に南の砦でモンスターの夜襲を受け、焼け跡には彼の愛剣だけが残されていた。歴史上はここでギュスターヴは死亡したことになっているが、遺体は見つかっておらず明確な生死は不明であり、リマスター版にて歴史に語られない真実が明かされる（後述）。
術至上社会を覆し、新たな時代を切り拓いた功績が讃えられる一方、その偉業やカリスマ性は後世に新たな戦乱の火種を生み、「ギュスターヴ戦争」なる紛争の引き金ともなった。また、幼少期に植え付けられた劣等感は根深く、後にはアニマ至上主義を掲げるカルト「アニマ教団」の弾圧を行い、フィリップ2世の事件後には彼らを首謀者と断定して虐殺に踏み切ると言った行動にも及んでいる。その境遇から、自身の血を「周囲の人間を不幸にする」と呪い続けていたほどであったが、同時に自分の力がどこまで通用するか試したがる前向きな面も持ち合わせており、数々の行動の原動力にもなっている。
正式に結婚もせず、少なくとも認知された子供もいなかったが、幾人もの女性と関係を持ったことが、後に彼の子供を名乗る野心家が出てくる原因ともなった。
自分を追放したフィニー王国には未練がなかったため王位に即くことはなく、そのため便宜的な尊称として会話などでは爵位を付け「ギュスターヴ公」と呼ばれるのが一般的。
アニマがない特異性はゲーム内にも色濃く反映されており、他のキャラクターであればJPが足りなくともLPを消費することで使える術や術技を全く使えないほか、アニマがない事で他者からの術も通じにくい特徴もあり、事実戦闘中は金属と同じ性質によって術の効果を大幅に軽減する。既述の通り術が使えないため、彼自身が味方のHPを回復する手段が無いのと、彼自身のHPを回復する手段がLP消費回復のみに限られる。ナイツ編でもあるシナリオで仲間になり、両方のシナリオで戦闘に参加する機会のあるキャラクターとなっている。
少年時代に短剣を作って以来、自身の剣は自ら打ち改良を重ねていったため、固有装備である金属製武器は年代経過と共に変化していく。最終的には「ギュスターヴの剣」と呼ばれる長剣となり、対抗していたファイアブランドと並ぶ世界最強の剣として知られるようになる。ギュスターヴの死後は相応しい所持者が現れるまでヴァンアーブルの手で保管され、ギュスターヴの名を継ぐグスタフへと託される。最後はエッグに振り下ろされた際に折れてしまうが同時にエッグをも破壊し、全てに決着を付けた。
リマスター版の2周目以降では南の砦での一部始終とその後について語られる。戻って来たフリンと合流したがモンスターの不意打ちで左腕を失い、満身創痍になりながらもなんとか砦を脱出するも力尽きてモンスターに囲まれる。そこに駆け付けたシルマールに助けられ、以降はグリューゲル郊外にある海の見える丘にレスリーと共に隠棲していた。それから19年後、ハン・ノヴァ奪還の知らせを聞いて間もなくこの世を去り、遺体は家のある丘に埋葬された。また、実は彼は誰とも違う形のアニマを持っていたのだが、その特殊性故にファイアブランドの儀式で発現しなかったことからアニマが無いと思われていたのが真相であった。
ケルヴィン (Kelvin)（＊）
ヤーデ伯の息子で正統な貴族。槍を得物とし、術も得意。父・トマスが後見役となった縁でギュスターヴと知り合う。ギュスターヴとは憎まれ口を叩き合う仲だがよき理解者であり、彼がヤーデに移り住んできた時より盟友となり共に戦う。血筋に強い誇りを持ち、少年時代から貴族であることを常に意識して振る舞うなど、ギュスターヴとは正反対のタイプだがそれ故に彼を別視点から見守ってきた人物であり、覇王となった後のギュスターヴとも正面から批判し、説得できる唯一と言っていい存在であった。信望の厚い人物であるが、生まれつきの貴族で人の上に立つべく育てたられたが故に戦略や駆け引きは苦手だった為、ギュスターヴ死後、カンタールに足をすくわれて覇権を争うことになる。
カンタールの妻だった頃のマリーに一目ぼれしたことが彼と彼の家の運命を左右していく。フィニー王家の人間であるマリーと結婚した事で、その子はヤーデ伯家とフィニー王家の両方の継承権を得たため、長男のチャールズにはヤーデ伯家を、次男のフィリップ3世にはフィニー王家を継がせた。全キャラクター中、HP初期値が最も低い。
フリン (Flin)（＊※リマスター版のみ）
ギュスターヴの弟分。グリューゲルの貧しい家の出身で、ギュスターヴが移住してきた際に知り合う。ギュスターヴと同じく術不能者であり一番の理解者でもある。荒れていたギュスターヴに辛く当たられても彼の元を決して離れず、少年時代には彼の冒険に同行したりと常にギュスターヴと行動を共にし続けていた。戦闘は不得意だが小道具を作ったり諜報員として活躍する。大人になってからもギュスターヴを「ギュス様」と呼んで慕い続け、南の砦の夜襲もギュスターヴと共に遭遇。ヴァンアーブルを連れて逃げろという命令に渋々従いつつも、合流したダイクにヴァンアーブルを任せる形で命令を果たした後、燃え盛る砦に戻りギュスターヴと運命を共にする。
リマスター版では戦闘に参加するようになっているが能力値は低く、武器や技もほぼ使えない。しかし大人になった後はギュスターヴの剣のように自分の名を冠した金属のナイフを装備し、敵専用技であったシザーブレイクも使用可能になっている。2周目では南の砦に戻った後が明かされ、ギュスターヴと合流したもののモンスターの攻撃で気を失い、ギュスターヴに担がれて砦を脱出した。その後は語られていないが、レスリーの言によるとギュスターヴよりは先にこの世を去っている。
レスリー・ベーリング (Leslie Behring)
グリューゲルの豪商ベーリング家の娘。ギュスターヴが心を許す女性で、彼女も何かとギュスターヴを気にかける。子供の頃は、当時荒んでいたギュスターヴと喧嘩ばかりしていたが、後にヤーデ伯の下で行儀作法の修行をしていた頃に彼と再会。病床のソフィーを最期まで看病していた。ソフィーの死後は彼の精神的な支柱となり、ワイド奪取の際にはギュスターヴに協力し、彼が覇権を握ってからも傍に居続けた。ギュスターヴの死後はグリューゲルに帰って余生を過ごしたとされる。ギュスターヴとは結婚こそしなかったが、彼との間に子供がいたという説も囁かれている。
リマスター版ではグリューゲルに戻った後の詳細が語られ、実は南の砦から生き延びたギュスターヴと共に暮らし最期を看取っていた事実が明かされた。なお、この追加シナリオでもギュスターヴとレスリーの子とみられる人物は登場せず、彼との間に本当に子供がいたか否かは明言されなかった。
ギュスターヴ12世 (Gustav XII)
物語開始当初のフィニー国王で、厳格な人物として知られる。ギュスターヴの父親。かなり政略家かつすぐれた軍人で、その手腕でメルシュマンを統一する。息子の13世に期待を寄せていたものの、彼にアニマが無いと知るや否や失望し、彼を庇うソフィー共々容赦なく追放する。その後はすぐに後妻との間にギュスターヴ14世を授かり、残ったフィリップとマリーを我が子として扱う事をやめた。南方進出を図ろうとした矢先の1245年、原因不明の急逝。暗殺だったとの噂も。13世とは親子の縁を絶った上での死別だった。王国の安泰と繁栄をただ願っていたが故に、どれだけ可能性があったとしても王位継承の資格の無い13世を決して息子と認めることはなかった。ファイアブランドの儀式はかつて失敗した者がおらず、ほぼ形式だけのような行事であったが、その最低条件すら満たせなかったが故に13世への失望は大きかった。
ソフィー・ド・ノール (Sophie)
ギュスターヴ12世の妻でノール侯の娘。息子のギュスターヴと共に城を出ることを選び、彼を多くの愛情で育てた人物。追放後はギュスターヴと共に貧民街に身を寄せていたが、12世が手を下す可能性を危惧したシルマールによって息子共々ナ国へ亡命させられる。ナ国への亡命後はスイ王の保護下で屋敷を授かり、数年後には名目上与えられたヤーデの領地に息子と共に移住。これはギュスターヴがスイ王に家臣として扱われるのを避けるためとも、しつこく言い寄るスイ王から逃れる口実にしたとも言われる。更にその数年後、病により39歳の若さでこの世を去る。
慈愛に満ち溢れ、身分や外見では決して人を判断せず誰に対しても分け隔てなく接する。ギュスターヴのみならずフリンやレスリー、ケルヴィンにも深く慕われていた。ギュスターヴの人格形成に最も影響を与えた人物である。
フィリップ (Philippe)
ギュスターヴ12世の次男。ギュスターヴ13世の実弟。幼少期は寂しがり屋でいつも兄の後ろについていたが、兄と共に母ソフィーも追放された上にそのまま死に別れたことで母を死なせた男として兄を恨む。ソフィーの死後はノール侯となる。20年にも渡って憎しみを募らせた末に迎えた1248年、バケットヒルの戦いではノール侯軍を率いて14世側に就くも積極的に軍を動かすことは無くほぼ静観。勝利しテルムに帰還した兄・ギュスターヴと再会し、殺意を向けるものの彼の中に母のアニマを感じたことで完全に許しはせずとも態度を軟化させ、ひとまず和解。ギュスターヴの承諾も得てフィニーの王位に就くが、ファイアブランドの儀式を受けていなかった事から王位継承の資格が無く、儀式に挑むも失敗。その5年後の1255年に息子の2世(下記)に儀式を受けさせるが暗殺されてしまい、直後、ファイアブランドを手にしアニマを暴走させ、ドラゴン(火竜)に変身。暗殺者を焼き殺し、2世の遺体を抱えて飛び去ったが、ギュスターヴに危害を加えることはなかった。後に野盗やモンスターが入り込み炎上したハン・ノヴァで戦うフィリップ3世を守るように謎の火竜が現れるが、彼との関連は不明。河津は火竜がフィリップ本人かはぼかしつつも、3世を守った理由は彼がファイアブランドを持つ者だからと語っている。
リマスター版では少年時代のグスタフとデーヴィドが窮地に陥った際、同一と思しき火竜が現れて彼等を救っている。この際にもファイアブランドと共鳴していた。
マリー (Marie)
フィニー王女でギュスターヴ13世の実妹。ギュスターヴ追放直前に生まれており、フィリップのような「母を奪った原因である兄への憎しみ」は全く抱いておらず、ギュスターヴとの再会（実質的な初対面）を心から喜ぶ。12世がオート侯を下した後、侯位を継いだカンタールの元へ政略結婚で嫁ぐ。しかし夫婦関係は冷え切っており、離縁して実家に戻る。その後、兄の取り成しでマリーに一目惚れしていたケルヴィンと引き合わせられ、再婚。こちらの夫婦仲は良好だったらしくチャールズとフィリップ3世をもうける。
オリジナル版ではファイアブランドの悲劇を最後に登場せず、ケルヴィンと再婚したこともゲーム中では直接的には語られなかった。リマスター版ではマリー視点の追加シナリオが描かれており、ギュスターヴ兄弟が和解したことでその不仲を望んでいたカンタールの怒りを買い、その憎悪を直接向けられ、信頼していた従者や侍女すらも奪われて精神的に追い詰められた末に逃げ出していた様子が描かれる。そこをケルヴィンに発見され、そのままギュスターヴの下に身を寄せた2年後にギュスターヴらの取り成しもあってケルヴィンと婚姻を結んだ。
シルマール (Cielmer)（＊）
ギュスターヴが幼い頃に、彼の教育を任された人物。グリューゲル出身の高名な術士で、その評判から24歳の時に宮廷術士としてテルムに招かれる。その3年後にギュスターヴの家庭教師を任された。リマスター版では「希代の天才術士」とも称される。物腰が柔らかで、かつて行動を共にしたナルセスやネーベルスタンから深い敬服を受けている。シルマールリオンという自作のツールを所持している。ギュスターヴ追放後は自ら職を辞し、グリューゲルへと帰還する立場を利用してソフィーとギュスターヴをナ国へ亡命させた。
オリジナル版では南の砦夜襲の翌年に74歳で没したことになっていたが、リマスター版では設定が変更されており、100歳まで生きたというウィルに次ぐ長寿だったとされた。老齢になっても他のキャラクターと違ってグラフィックが全く変化せず、98歳になっても平然とバトルに参加していた。さらにヴァンアーブルにミーティアを弟子に取るよう助言していた事も判明。死期を悟ると樹海の廃墟に赴き、そこで最期を迎えようとしていたところで、丁度樹海で遊んでいたミカと遭遇。その類稀なる才能に感心しながら生涯を終える。亡骸はミカによって樹に包む形で葬られ、その樹は亡骸が朽ちた後も墓標として残っている。
ムートン (Mouton)
ワイド侯に仕え政治の全般を任されていた政務官。民の事情を理解した上で税の調整をしたり、商人に課税して有事への備えを蓄えるなど有能にして人望のある人物。そこをギュスターヴに付け入られる形となったが、ギュスターヴが領地を奪取した後も留任し、金属を重視した軍政に貢献する。ネーベルスタンがワイドを去った折、シルマールを招聘し彼の説得に寄与した。また、ギュスターヴが内政で息が詰まっている事を見抜いて、半ば強引に彼に休暇を与えるなどの計らいも見せる。
ネーベルスタン (Nebelstern)（＊）
ワイド侯に仕える将軍で、ワイドがナ国に対して一定の距離を置けたのは彼の存在が大きい。厳格な人物だが、誰よりも自分に厳しい武人である。若い頃は無謀な武者修行に出るなど自身の力を過信する面があったものの、やがて父の縁で先代ワイド侯に仕えた。ギュスターヴが先君を陥れ自ら領主の座に就くと、自分の力不足への恥じとギュスターヴへの反発から引き篭もるが、旧知のシルマールの説得により傘下に降った。以後、ギュスターヴの忠臣として活躍する。晩年は病に臥せ、動けるうちにとギュスターヴの元へ最後の挨拶に訪れ、若年時の思い出を語った。それからほどなくこの世を去る。
トマス (Thomas)
ヤーデ伯。ケルヴィンの父。ナのスイ王からソフィー母子の後見を任される。ソフィーの死後もギュスターヴを支援し続け、ワイド奪取やバケットヒルの戦いにおいても協力した。オリジナル版では没年こそ判明しているが晩年については語られなかった。リマスター版ではケルヴィンとマリーが婚姻を結ぶ頃（没年の3年前）には体調が思わしくない様子が語られる。
カンタール (Cantal)
ギュスターヴ12世に父を殺されたオート侯の息子。フィニー王女マリーとは夫婦の間柄であったが、父の仇とも言える12世の娘であり、年上でもある彼女との屈辱的な政略結婚は実を結ばず離婚。精力旺盛で6人もの女性と間に23人もの大勢の子をもうけるが、マリーとは子を成すどころか目も合わせなかった（やがてあまりの冷たさにマリーが耐え切れなくなった。リマスター版では実際に夜のうちに逃げ出している。）。リマスター版では聖女ぶったアニマが気にくわないと剣を向けながら罵声を浴びせるシーンも追加されており、領地も誇りも奪ったフィニー王家とは別にマリー個人の事も嫌っていた。
ギュスターヴの没後、素早い決断と巧みな外交により諸侯らを味方に引き入れ、ケルヴィンと覇権を争うことになるが、志半ばにしてこの世を去る。前述の通り多くの子供を作ったことが仇となり、死後にオート侯家の分裂を招いた。
黒い噂が絶えない野心家であり、ギュスターヴ12世の死、フィリップ2世暗殺、南の砦の夜襲と言った事件の黒幕と真っ先に噂されるほどだがいずれも確固たる証拠は最後まで無い。河津は「はっきり明言すると全部カンタールの仕業になりそうなのが嫌」なので不明のままにしたと語っている。
ギュスターヴ14世 (Gustav XIV)
ギュスターヴ12世の三男であるがソフィーが去った後の後妻との間に生まれた子であり、13世・フィリップ1世とは異母兄弟にあたる。12世の死後フィニー王位を継ぐが、1248年、13世との王位継承戦争(バケットヒルの戦い)に敗退。13世とは生まれながらの政敵である自分の立場を自覚しており、温かい言葉を交わすこともなくハンの廃墟において捕虜の辱めを受け、13世を出来損ないと罵倒しながら処刑される。
フィリップ2世 (Philippe II)
フィリップ1世の実子。母はシュッド侯の娘。正統なフィニー王として伯父ギュスターヴ13世の後継者として育てられるが、ファイアブランドの儀式の直後、13世の命を受けたと主張する暗殺者の襲撃を受けて殺される。7歳没。暗殺の首謀者については明かされないがギュスターヴはアニマ教徒の仕業と睨み、ケルヴィンの静止も聞かず殲滅するという強硬策に出た。
ヴァンアーブル (Ventarbre)（＊）
通称ヴァン。少年時代からシルマールに師事し、ギュスターヴに仕えた優秀な術士。ギュスターヴの死後は彼の剣を隠し持ち、それを継承するに値する人物を探し続けている。幼少期のグスタフがファイアブランドの儀式を受けた際にも立ち会っており、彼の正体に早々に気付いていた。元々、ギュスターヴの剣は友でもあったフィリップ3世に渡すつもりだったが果たせないまま死別したため、サウスマウンドトップの戦いにてその息子であるグスタフに託した。オリジナル版ではメインシナリオの中では戦闘に参加しないが、ある条件下でのみ仲間キャラクターとして操作できる。
リマスター版ではギュスターヴ、フィリップ3世を亡くして憔悴していたが、シルマール曰くミーティアを弟子にしてからは生きる気力を取り戻している。
ヨハン (Johan)（＊）
類稀な才能を持つ暗殺者。剣、体術、暗殺術を得意とする。元は暗殺組織「紅いサソリ」で273号と呼ばれていた構成員で、名前も組織から与えられた「ヨハネ」を名乗っていた。周囲のアニマに溶け込むことで気配を消すというサソリの術を駆使し、数々の暗殺任務を冷徹にこなしていたが「紅いサソリ」が標的以外にも平然と手を掛けるようになったことで見限り、脱走。かつての仲間に命を狙われて窮地に陥っていたところをギュスターヴに救われ、サソリの術が通用しなかったギュスターヴへの興味を抱き、そのカリスマ性にも惹かれたことで以後ヨハンと名乗り忠実な護衛となる。組織によって特殊な毒を盛られており、まともな休息を取らずに激しい戦闘を繰り返すと命にかかわる。9年に渡ってギュスターヴに仕えた末に南の砦の夜襲に遭遇。毒により余命幾許もない身体で最後までギュスターヴを守って戦い抜き、力尽きた。全キャラクター中、LPが最も低いほか、最初から烈風剣を習得している。
リマスター版ではギュスターヴ配下時代のラウプホルツ制圧作戦でのエピソードが追加されており、商隊に偽装して陽気に音痴な歌を歌ったり、税兵と交渉したりと意外な一面を見せている。南の砦で果てた後はギュスターヴとフリンによってその場に埋葬された。ギュスターヴの剣が残されていたのは彼の墓標の意味合いもあった。
ダイク (Dyke)
フリンの息子。父に似ず軍事的才能を開花させ若くして軍団長となる。南の砦夜襲前には本隊と合流するべく移動していたがモンスターの群れと遭遇し、同時に何者かによる偽情報で足止めされ、南の砦に到着する事ができなかった。結果、砦に残ったギュスターヴと、彼の元に向かったフリンはこの事件で最期を迎えることとなった。ギュスターヴの没後はケルヴィンの部下として活躍する。詳細は不明だが、ソールズベリ平原の戦いの年に死亡している。
ワイド侯（The Marquess Of Wide）
若きワイド侯。父の代からワイドを支えている優秀な家臣に支えられていたものの、それ故に若輩者という劣等感を抱き、彼らの忠義を無碍にするように家臣への不信感を募らせるようになる。そこをギュスターヴに付け込まれ、あっさりと自国を奪われる。その後は監禁に近い生活を強いられ、そのまま生涯を終えた。足しげく通うギュスターヴを術不能者の道化と侮っていたが、そのギュスターヴに足元をすくわれる結果となった。
ハン・ノヴァ建設担当者 (Mayor Of Hahn-Nova)
ギュスターヴ13世の命を受けハン・ノヴァの建設を行う人物。名前が不明であり、本人自身が名乗るほどの者ではないと語る。まるでプレイヤーに語りかけるように心の中で長々と語るなど癖の強い人物で、歓楽街の建設に執着がある。ハン・ノヴァの建設計画は実際にプレイヤーが彼の立場になって決定するが、目論見通りにハン・ノヴァの市街地を全て歓楽街にするとギュスターヴから市長に任命され、後にジニーの時代で歓楽街の帝王として登場する。
バット (Bat)
海賊「銀帆船団」の一員。頭が切れて腕も立つ強者として知られる。男爵の船を襲って奪った「海皇の宝玉」で交易権を獲得したとされていたが、実際は男爵の船はモンスターに襲われて全滅したのであって、彼自身は男爵を深く慕っており、モンスター襲撃時も真っ先に救助に向かっていた。男爵の理想を引き継ぎたいと考えており、船長と共に故郷の名産品を使って真っ当な交易を行おうとしている。宝玉の奪還の為に船団に潜り込んだギュスターヴも徐々に彼らに理解を示すが、やがてモンスターの群れに船を襲われる。その混乱の最中にギュスターヴが宝玉に近づいたことで船長と共に彼に敵意を向けるも、直後にモンスターに奇襲され覚悟を決める。しかし彼らに共感したギュスターヴと共闘し、危機を切り抜ける。その後は夢を叶え、交易を始めた。
銀帆船団船長 (Captain)
銀帆船団の船長。海賊ながら真っ当な交易を目指し、交易権を狙って商船隊と対立している。少々の事は気にしない豪胆な性格で、海皇の宝玉の奪還を狙っていたギュスターヴをその正体に気付かないまま船団に誘う。バットにギュスターヴが怪しいと訴えられ、それを認めつつも彼を見込んだ自身の考えは曲げなかった。モンスター襲撃時にはバットと共にギュスターヴを糾弾するが、直後にモンスターに襲われて倒れる。しかし逃げずに彼らを助ける道を選んだギュスターヴに救われ、念願の交易を始める。

#### 13世没後から登場
チャールズ (Charles)
ケルヴィンの長男。ケルヴィンの死後ヤーデ伯爵家当主となる。ヤーデ伯家には稀な、深慮と人望に欠けた性格だったとされる。伝統や儀礼よりも力を信奉しており、特に政敵へ向ける言葉は辛辣で、それが原因でヌヴィエムから復讐の対象となり、ヤーデ伯家の危機を招くことになった。カンタールの死後、急速に力を蓄え、ギュスターヴ13世の遺志を継ぐ者として覇権を握ろうと画策する。和平会議を建前にしてロードレスランドを手中に収めようと計画を進め、ハン・ノヴァ攻略を目前にするも、偽ギュスターヴとの戦いで戦死した。
リマスター版の追加コンバットではユニットとして参戦するが、彼自身は直接戦闘には参加しない。
フィリップ3世 (Philippe III)
ケルヴィンの子で、チャールズの実弟。フィニー王位を継ぎファイアブランドの継承者となる。名前はフィリップ2世の悲劇を悲しんだギュスターヴの願いで名づけられた。兄とは対照的にケルヴィンとマリーの性格を受け継ぎ、温厚で正義感が強い。2世の件もあって伯父のギュスターヴには特に可愛がられ、彼に対して深い敬愛の念を抱いている。ハン・ノヴァにモンスターが攻め込んで来た際には軍の先頭に立ち続け、最後までギュスターヴの都であるハン・ノヴァを守ろうとした。自身がギュスターヴにフィリップの名を貰ったように、息子にはギュスターヴの名を与えた。オリジナル版での没年は不明だが、グスタフが出奔する前に死去している。リマスター版ではケルヴィンが没した1年後に混迷する戦火の中で本陣を急襲されて戦死したことになっている。オリジナル版で明かされなかったグスタフへの遺言は「従兄であるデーヴィドを全力で支えろ」というものと語られた。
コンバットではユニットとして参戦するが、彼自身は直接戦闘には参加しない。
ヌヴィエム・ドラングフォルド (Neuvieme De Langford)
オート侯カンタールの9番目の娘。プルミエールの実姉。チャールズに「子供ばかり作っている犬の子」と馬鹿にされた為、以後ヤーデ伯を憎み、その個人的な復讐心のために世界を回って戦火の火種を燻らせていたが、その行動がカンタール没後に後継者戦争の拡大を招き、多くの人々を戦火に巻き込む結果を招いてしまう。20年近く歳の離れた末妹のプルミエールに目をかけ、衰退したオート侯家の未来の担い手として自ら育てていたものの、その行動を忌み嫌った彼女に出奔されてしまう。
ワッツ (Watts)（＊）
サルゴンと共に石切場跡へモンスター退治に赴く村の自警団員。しかし偽ギュスターヴが仕掛けたエーデルリッターの審査に通過できず、スライムと化した。
外見が汎用の男性兵士と同じであり、デュエル時は選択不可となっており装備回収でも対象外。
グレタ (Greta)（＊）
サルゴン、ワッツと同じ自警団に所属する女性団員。石切り場にモンスター退治に向かうも、ワッツと同じ命運をたどる。
外見が汎用の女性兵士と同じであり、デュエル時は選択不可となっており装備回収でも対象外。
デーヴィド (David)（＊※リマスター版のみ）
チャールズの子。祖父ケルヴィンの誠実さと父チャールズの行動力を併せ持っている。父のロードレスランド統一の時間稼ぎとして和平会議に送り込まれるも、野心家の父とは対照的な性格から真摯に和平交渉に努めていた。その最中に父の訃報を聞き、ショックを受けつつも即座に状況を逆手に取り、諸侯をまとめることに成功。家督を継ぎ、連合軍を組織しては1305年史上名高いサウスマウンドトップの戦いに勝利する。その後和平政策に務め、ギュスターヴの死後からの戦乱に終止符を打つ。その功績に反してそれ以上の地位を得ようとせず、50年後に逝去するまで生涯ヤーデ伯の立場で通し、条約を守り抜いた。その治世は「デーヴィドの平和」と称される。「ひとつの時代を創る」という意味ではギュスターヴの真の後継者とも言える人物であり、条約成立の演説においても「（ギュスターヴは）人がいかにあるかは生まれやアニマで決まるのではなく、自分の意志で自分の思うものに成れるということを身をもって示してくれた」と説いた。また、「多くの人間がギュスターヴ公を支えた。ギュスターヴ公のような人間でさえも多くの仲間を必要とした」とも説いている。これはエッグにさえも当てはまり、人間とは個の力と気づき多くの部下を集めるようになった。
ギュスターヴ編の最後の主人公だが、フィリップ3世同様に彼自身はコンバットのユニットになるだけで直接戦闘には参加しない。リマスター版では少年時代のグスタフが誘拐された子供を助けようと先走った際に追い掛けて同行していた事が語られ、戦闘に参加する機会もある。この際にグスタフがファイアブランドを継承していた事実を知り、即位するように促すも拒否される。
エドムンド (Edmund)
ラウプホルツ公。ヤーデ伯家への復讐を目論むヌヴィエムに説き伏せられてカンタール亡き後の後継者戦争に参戦。ヤーデ伯ケルヴィンに敗れ、敗走する。独身故に当初はヌヴィエムの接見の際に多少下心があったが、彼女の苛烈な性格を見てその気も失せたようである。実際、ヌヴィエムに説き伏せられてやる気を出したのは彼を嗜めていた家臣の方であった。
なお、ラウプホルツ公は作中3代代替わりしており、ウィルの時代にグラン・ヴァレで法外な通行税を要求するラウプホルツ公と、サウスマウンドトップの戦いで援軍に来るラウプホルツ公はそれぞれエドムンドとは別人である。
リマスター版では法外な通行税を課していたのはグラン・ヴァレ一帯を治める男爵（と位を賜っているが実態は野盗）が勝手にやっていたことでラウプホルツ公が指示していたわけではない事が明かされている。また、ギュスターヴが南の砦で没する前にラウプホルツはギュスターヴの侵攻を受けて敗北し、この時にギュスターヴに対して遺恨を持っていた事も明らかになった。なお、この時のラウプホルツ公のキャラグラフィックはエドムンドと同一の物が使われている。
ショウ王 (Show)
ナ国の王で、ヤーデ伯の主君。ギュスターヴ親子を支援したスイ王の後継。ヌヴィエムを孫のように思っており、チャールズへの復讐を画策していた彼女の言葉に乗せられて後継者戦争に介入し、事態を複雑化させてしまう。その死後、すぐに諸侯による和平会談が開かれた。

### ナイツ編の登場人物

#### ウィル世代から登場
ウィル・ナイツ / ウィリアム・ナイツ (William Knights)（＊）
ギュスターヴ誕生の3日後に生まれたディガー。ディガーの大家であるナイツ家の出身で、生まれつきアニマを察知する能力が高い。幼くして両親を失い、叔母夫婦に育てられた。15歳の時に駆け出しのディガーとして旅立つがやがて両親の死の真相を知り、生涯を賭けてその元凶であるエッグとの戦いに身を投じる。ナイツ編では主に歴史で語られなかった裏舞台が主体になる。
19歳の時に叔母ニーナ（展開次第ではコーデリアも）を喪いつつも両親の仇であるアレクセイを倒したもののエッグの破壊は適わなかった。その後はディガーとして名を上げ、27歳の時に氷河のメガリス探索の偉業を成し遂げたことでタイクーン・ウィルと呼ばれるようになる。その後は妻となったコーデリア（もしくはラベール）とワイドに定住し、息子・リチャード（リッチ）も生まれて平穏な暮らしを得たものの、再びエッグの気配を感じ取ったことで妻子を残して戦いの場へと戻る。海賊船でのエッグとの決着後はゲーム上ではしばらく生死不明だったが、後に生還して家に戻っていたことが判明する。リッチの代では表舞台に出る事はないが、彼からエッグの話を聞かされてまたも危機感を募らせ、所持者の命を奪う事になってもエッグは処分するべきと説く。やがてリッチの言いつけ通り頼ってきたディアナを迎え入れ、息子の忘れ形見である孫が生まれるとヴァージニア（ジニー）と名付け、その成長を見守る。そしてジニーが14歳になった頃、ヴァンアーブルからエッグについての呼び出しを受けて旅立ち、孫の世代をも巻き込んだエッグとの最終決戦に臨む。
少年時代から誠実で人当たりの良い優等生的な性格であったが、エッグに対しては両親や叔母を奪った元凶であることから並ならぬ憎悪と執着心を抱いている。それ故にエッグ絡みとなると別人のようになり、その破壊のためなら時には手段すら選ばない一面も見せる。
15歳の駆け出しディガーの頃から始まったエッグとの戦いは80歳を超えた老年まで続いた。初期の頃から登場したバトルキャラクターの中で唯一、最後まで登場するのは彼のみであり、初期メンバーでありながら最終決戦にも参加可能。80を超えた老年の場合、若い頃と比較するとJP以外の能力値は低くなるが、初期の頃から育てておけば即戦力として戦うことも可能。術の発達によって医療技術が発達せず、平均死亡年齢が比較的低いサンダイル世界において稀に見る長寿であり、エッグとの戦いを終えた後は101歳まで生きたとされる。
コーデリア・エメリー (Cordelia)（＊）
ウィルと同い年の女性ヴィジランツで、槍が得意。新米の頃にヴェスティアでウィルと出会い、行動を共にする。愛称は「コーディー」で、ウィルからは早々にそう呼ばれるほど親しくなった。アレクセイ一味を探る際、仲間の誰か一人に潜入を頼む形となるが、彼女に頼んだ場合はクヴェルを持つ子供を純粋に助けようとしてアレクセイに反抗。その結果、一味と戦うも多勢に無勢であり集団リンチを受けて致命傷を負い、ウィルに彼の両親の潔白を伝えて息を引き取る。潜入を頼まなかった場合は以降もウィルと行動を共にし、やがて彼の妻となる。シナリオによる登場人物の運命の差異が少ない本作において、彼女は行動選択によって運命が大きく変化するキャラクター。
リマスター版では彼女を生存させた場合のみ発生するシナリオが追加されている。
ナルセス・ピローニIII世 (Narses)（＊）
ベテランの術士。口が悪く、すぐに損得勘定で話をしたり、特に女性には不遜な態度を取る。しかし弓や術の実力は確かで、憎まれ口を叩くのも相手の為を思っているが故という世話焼きな性格。若い頃にシルマールやネーベルスタンと旅をしたことがあり、シルマールには一目置いているが、ネーベルスタンとはそりが合わなかった。後にウィルと行動に共にし、その面倒見の良さからやがてよき理解者となる。寒い場所が苦手で、グラン・ヴァレを越える冒険を最後に引退。引退後も、ウィルの息子のリッチに対して何かと世話をやくことがあり、彼から敬愛を受けていた。引退が早い割に長生きで、老齢になっても外見がそれほど変わっていないが、秘密の方法で若さを保っており、リッチにだけ「誰にも漏らさない」「お使いをする」という条件で話している。
ギュスターヴ編とナイツ編の両方で戦闘機会のあるキャラクターの一人。
リマスター版では後年のウィルからも「才能を伸ばしてくれた良き師」として慕われていたが、そのウィルはタイラーに「ナルセスさんから学べるのはお前のように素直な人間だけだろう」と言われていた。
タイラー・スティーブンソン (Taylor)（＊）
ウィルが遺跡で出会うヴィジランツ。モヒカンでいかつい外見をしている為、初めてウィルと遭遇した時は盗賊と間違えられた。しかし性格は優しく、信頼の厚い兄貴分。ウィルがエッグの件でナルセスと対立した時も彼がウィルを戒めることで事態を納め、口の悪いナルセスをして「本物の男」と言わしめた。斧を得意とする。ナイツ編の前期シナリオ（ウィルが主人公）には、一部を除いてほとんど登場する。
リマスター版でコーデリアが生存した場合のシナリオでは、50代を迎えても現役の冒険者である様子が描かれる。
ニーナ・コクラン (Nina Cochrane)（＊）
ウィルの叔母で育ての親。口が悪いが、愛情あってのこと。術士としても優秀。アレクセイを追うウィルに同行するが、最後は石切り場での戦いでワイバーンに追い詰められたウィルを救うべく、アニマを使い果たす。その後、ウィルに「お母さん」と呼ばれ、彼と夫に看取られながら息を引き取った。奇しくも同年にはソフィーも死去しており、ギュスターヴとウィルは同時期に「母」を失ったことになる。バトルキャラクターとして登場する女性のうち、最も年齢が高い。
ポール・コクラン (Paul Cochrane)
ウィルの叔父で育ての親。押しが弱く、ニーナに尻に敷かれている。ウィルに尋ねられてアレクセイのことを話した。ニーナが息を引き取ると、ウィルには傍にいるように言い、「俺は外で泣く」と言って出て行く。その後、旅立つウィルを見送った。ニーナとポールの組み合わせは『ロマンシング サ・ガ3』でも見られ、それも元を辿ればアニメ『ポールのミラクル大作戦』が由来である。
ラベール (La Belle)（＊）
ウィルがメガリス探索の途中で出会う弓使いの女性。本名ミシェーラ・リジェ。兄は愛称でミッチと呼ぶ。兄の口だけの性格を直そうとしており、故郷に戻って地道に働くように呼び掛けている。コーデリアが死亡していた場合はウィルの妻になる。リマスター版でコーデリアが生きてウィルの妻となった場合、兄の様子を見に行くために度々ヴァイスラントに寄っていたことが再会したタイラーから伺える。
ウィリアム・リジェ (William)（＊）
ラベールの兄で、氷のメガリスを長期間調査しているディガー。劣等感の強さ故に過度な功名心を抱き、故郷を飛び出した後に意地を張って10年も放浪していた。同じ名前のウィルと共にメガリスに向かう。ウィルが仲間を救いたいという思念を実体化させた様子からメガリスの機能に気付き、自身もそれを利用して自身の出世欲を叶えようとしたものの、ただの欲望ではメガリスの審査を通過できず、アニマを喰われてメガリスビーストに変貌してウィル一行に襲い掛かる。結局、氷河の道が断たれ、人間の頃からカナヅチだったことでそれ以上の追跡も適わずメガリスの中に閉じ込められる。以降は名前通りメガリスに巣食う獣となり、後の時代で再訪すればいつでも戦える。
ワッツ同様、外見が汎用の男性兵士と同じであり、デュエル時は選択不可となっており装備回収でも対象外。彼の成長値はワッツに引き継がれる。
リマスター版では変異後の様子に触れたシナリオが追加されている。人としての自我を失ってもラベールのことは分かるらしく、彼女がメガリスを訪れる度に姿を見せていたという。最後はボルスに氷河へと落とされて氷漬けになるも一時的に行動不能にさせたに過ぎなかった模様で、以降も再訪すればやはり戦える。
パトリック・ボジオ (Patrick)（＊）
タイラーの後輩に当たるヴィジランツ。グルメ。杖、斧が得意であり、金属の装備で身を固めている。やや口数が少なく礼儀正しい性格。
ラウプホルツで昼食をとろうとしていたが満席で適わなかったところをウィルと出会い、「はらぺこ同士」ということで行動を共にし、氷のメガリスに向かう。話しかけなかった場合、そのままシナリオを進めることも可能だが、後のシナリオでタイラーから紹介される形でウィルと初対面となる。
後年のリッチ世代でも登場し、エレノアやリッチとパーティーを組む。リマスター版ではレイモンと共にザール峠で追い剥ぎしていた盗賊団を討伐したが、首領のトーワには逃げられた。この際には食欲旺盛な一面が再び描かれている。
レイモン・ルクレール (Raymond)（＊）
タイラーの後輩に当たるヴィジランツ。いつも飄々としておりお調子者な性格（ウィルの素性を知らなかったことで、ウィルをおっさん呼ばわりしていたが、タイラーから紹介されてから急に態度が変わるほど）。年齢のわりに落ち着きがないとも言える。やや金にうるさい。弓と体術が得意。後にエレノアやリッチとパーティーを組むが、リッチが憧れであるウィルの息子であることは知らない。エレノアとはパトリック以上に長くパーティーを組んでいた。
カイ (Kai)
夜の町に住む少年。町の指導者的存在だったキスクの孫であり、祖父の死後に魔除けのクヴェルを託される。かくれんぼが得意で、クヴェルの力を用いてはモンスターの出る水路に隠れていた。クヴェル目当てのアレクセイ一味に狙われ、一味に潜入したのがナルセスかタイラーだった場合はクヴェルをアレクセイに引き渡して無関係のカイを解放させるが、コーデリアの場合はカイを助けようとしてアレクセイに反抗し、致命傷を負わされた上に逃がしたカイも捕まってしまう。約20年後には「頼りになるいい男」へと成長し、町の噂となっている。

#### リッチ世代から登場
リッチ・ナイツ / リチャード・ナイツ (Richard Knights)（＊）
ウィルの息子で、何物にもとらわれず自由奔放に生きる生活を選んだディガー。母親はコーデリアかラベールのどちらかで、シナリオ展開によって決定される。剣術や槍術を得意とし、術の才能は父を上回っている。色男だが女好き。名前に反して金回りも悪く「名前はリッチだけど金持ちではない」という趣旨のジョークをよく言う。レイモンからも、「相変わらず貧乏しているのか」「少しは貯金しろよ」と言われている。偉大すぎる父と比較されることを嫌い、家を出て正体を隠しては一人のディガーとして活動していた。そのため初登場時はプレイヤーにも素性を伏せて「リッチ」とのみ表示され、ストーリーを進めてウィルの息子と判明して以降は「リッチ・ナイツ」となる。
エレノアのパーティーに参加したり、ナルセスから仕事を貰うなどで活動していたが、やがてエッグを持つミスティと出会い、彼もまた父同様にエッグとの戦いに巻き込まれていく。ノースゲートで出会ったディアナとの間に子供を授かるが、直後に成長したミスティと彼女の持つエッグの危険性を察知し、ディアナを父の元へ遠ざけて自身は戦いに赴く。最後は自身の末路を予感しながらも虫のメガリスへ向かい、ミスティと対決。彼女を殺した際にエッグを渡され、次の所有者となりかけたが自身のアニマが支配される前に自ら崖に身を投げ、エッグの支配を受けることなくこの世を去った。
エレノア・ベルトワーズ (Eleanor)（＊）
膨大な知識を持つ術士。その知識を買われてヤーデ伯のような権力者からも調査依頼を受けている。さばさばした姉御肌の性格だが、恋多き人物らしく常に男性の仲間を引き連れており、リッチとは数多くの冒険を共にすることになる。20歳も年下のサルゴンと行動していた時期もあるが詳細は語られず、リッチには「若い男に貢がせる気か？」と言われて言葉に詰まっている。火術に長ける。
リマスター版では北大陸でユリアと7年ぶりに再会したが、リッチを探しに来たウィルと初めて知り合い冒険し、老年でありながら強かったことからタイクーンであることを見抜いた。そこでウィルが探しているリチャードがリッチの事と気づいた事から、どうやらリッチがウィルの息子である事は知っていたようである。また開拓村で得た情報とリッチの行動から、既にリッチがこの世にいないことを察した。
ディアナ (Dianna)（＊）
リッチが北大陸で出会った女性。元は開拓民だったが、入植先の村が災難に見舞われ、他の住人がこの地を去る中でただ一人留まっていた。しかし宛てもなくノースゲートの酒場で途方に暮れている所をリッチと出会い、彼に半ば強引に奮起させられる。しかし自分とは対照的なリッチの強さに惹かれ、恋仲となる。以降はリッチの浮気を気にしつつも一緒に暮らし、やがて彼の子供を身籠るもリッチがエッグの元へ向かう折、その手引きによりワイドの老ウィルの元へ身を寄せた。後に彼の忘れ形見となる一人娘のジニーを生む。全キャラクター中、回復WPが最も高いが初期スキルレベルはほぼゼロ。成長能力継承ができるリマスター版ではこれが逆に利点となり、継承するスキルレベルを高くしやすい。
ユリア・ハルフォード (Julia)（＊）
グラン・タイユ地方の砂漠地帯に住む娘。かつて文明が栄えた地域に架かっていた虹を再び見たいという要望に、リッチが応えることになる。
彼女のリッチとの関係についてはほとんど語られないが、エレノアにディアナの事を尋ねられた際のリッチは言葉に詰まっており、リッチ側に少なからず下心があった事が示唆されている。
リマスター版ではリッチへの憧れから自身も誰かの助けとなるべく冒険者となり、北大陸でエレノアと再会。丁度、リッチを探しに来たウィルの身を案じて同行する。

#### ジニー世代から登場
ジニー・ナイツ / ヴァージニア・ナイツ (Virginia Knights)（＊）
声 - 葉山いくみ（LORD of VERMILION ARENA） / ブリドカットセーラ恵美（ロマンシング サガ リ・ユニバース）
リッチとディアナの娘で元気一杯の少女。祖父のウィルに育てられたお爺ちゃん子であり、自身もディガーとなる事を望む。テルムに向かった祖父を追って家出同然で旅に出るも密航がバレて捕まり、身売りに出されそうになったところをプルミエールとロベルトに助けられる。しかし実は乗る船も間違えていた所為でノースゲートに着いてしまい、テルムへの船賃を稼ぐべく駆け出しのディガーとして活動を始める。父の死を知らずに育ち、いつか再会することを夢見ているが、北大陸での活動中に展開次第で父が既に死んでいることを知る。やがて迎えに来たウィルのエッグとの戦いに同行する形で、彼女もまたエッグを巡る因縁に身を投じる。ナイツ家らしくアニマを感知する能力は高いものの、ウィルやヘンリーとは代が離れた関係でエッグの気配はほとんど感じ取れない。初期の各数値は低めだが、祖父と父の資質を受け継いだようにスキルレベルは高く、杖・剣・術とバランスよく使いこなせる。なお、初登場時14歳であり、ナイツ編のバトルキャラクターでは最年少となる。最終メンバー中、回復WPが最も高い。
プルミエール (Primiera)（＊）
常に凛とした態度を崩さない女戦士。クールな一方で負けん気も強い勝気な性格。旅先にて、人身売買されそうになっていたジニーを助けたのが縁で行動を共にする。発言はキツく、ジニーに対しても容赦が無いが、気品のある口調や不正を許さない姿勢から育ちの良さを窺わせる。
実はカンタールの23番目の末娘。既に晩年のカンタールには名前すら半年も付けられず忘れられていた。それを実の姉のヌヴィエムによって「最初の」を意味する「プルミエール」の名を与えられ、養女として育てられた。父の血に誇りを抱き、姉であり義母でもあるヌヴィエムを敬いつつも、そのヌヴィエムが個人的な恨みから戦火を招いたことに反発し、家出をして各地を放浪していた。サウスマウンドトップの戦いでも、「家の伝統や誇りの為に生きる事をやめた」と言って参戦しなかったが、内心では熱い感情を抑えられなかった。初期装備は斧だが体術・槍も使いこなせる。
グスタフとの初対面時は「どこかで会ったことなかった？」と尋ねており、河津は「あってもおかしくない」と語っている。リマスター版では実際にその様子が描かれ、幼少期にヌヴィエムに連れられてノール侯領の古城に逗留していた際、たまたま見つけた地下室に好奇心で入るもモンスターに襲われ、そこを当時のグスタフ（ギュスターヴ）に助けられていたことが判明する。
ロベルト・ビラス (Robert)（＊）
北大陸を中心に活動する冒険家。グスタフとは共に冒険してきた仲間である。密航の件で追われていたジニーとプルミエールを助けようと仲裁に入ったのが切っ掛けで、以後彼女らと行動を共にする。ジニーを妹のようにかわいがっており、ジニーの方も彼への信頼の強さを表すよう口調に甘えが見える。お調子者ではあるが、仲間を非常に大切にする熱い男で、ジニー一行の牽引役となる。話術が巧みで交渉に長ける。戦闘では弓を得意とし、術の資質も優秀。彼の仲間のなかでは唯一素性が明らかでなく、出身地や生い立ちについては不明。最終メンバー中、LPが最も高い。
リマスター版では彼の素性が少し語られる。元々はヴェスティアでヴィジランツのような仕事をしており、いつか北大陸で一山当てることを計画しつつもその下積みとして日銭を稼ぐ日々を送っていた。しかしある日、ハンの廃墟で強力なモンスターに遭遇し、これをなんとか撃退。その潜在能力に目を付けた偽ギュスターヴにエーデルリッターへの勧誘を受けるも、いやな予感を感じて話も聞かずに誘いを断りすぐにその場を去っている。モンスターの件で相棒のディガーが廃業を決めたことでコンビを解消し、当初の計画通り北大陸に渡った後にグスタフやジニーと出会う。
グスタフ (Gustav)（＊）
ロベルトと行動を共にする剣士。常に慎重な態度であり、ロベルトからは「愛想はないが腕は立つ」。しかしジニーには「若さが足りない」、プルミエールには「老成しすぎている」とも評される。炎の剣というクヴェルと自らの名を冠した金属の剣を携える。
その正体はフィリップ3世の息子であり、フィニー王位の最後の継承者ギュスターヴ15世。「グスタフ」は「Gustav（ギュスターヴ）」を読み替えたもの。幼少期にファイアブランドの儀式も通過しているが父の遺言に背いては家も地位も全て捨てて出奔し、現在に至る。彼の持つ炎の剣の正体もファイアブランドそのものである。しかし祖父ケルヴィンや父との血の繋がりは今も大切にしており、サウスマウンドトップの戦いでは従兄弟のデーヴィドを守るという使命感から戦地へと向かう。この際にヴァンアーブルが保管していたギュスターヴの剣を受け継ぎ、以後はファイアブランドとギュスターヴの剣の2本で戦う。2本の剣は固有装備のため、他の武器と盾を装備することはできない。盾による回避は不可能な上、剣と各種術以外のスキルレベルは実質的に意味が無いという剣特化型キャラクター。キャラクターデザインの小林智美曰く、「髪を降ろしたら結構ギュスターヴ13世に似ている」とのこと。
剣士として卓越した資質の持ち主でもあり、特にギュスターヴの剣を手にした彼が渾身の力で繰り出す斬撃は凄まじい。最終決戦の後、再び現れたエッグに一行が途方に暮れる中、ギュスターヴの剣をエッグに振り下ろす。結果、ギュスターヴの剣は折れたがエッグの方にも亀裂が走り、破壊に成功する。
リマスター版の追加シナリオではグスタフと名乗る前の少年時代が描かれる。当時は王位後継者としての強い使命感と、多発する盗賊や人攫いに対する義憤を抱いていた。それ故に誘拐された子供を助けるべく単身で行動し、追って来たデーヴィドと共に窮地に陥る。その場は火竜によって助けられるが、父の遺言を果たせない無力感と立場の重責に耐え切れず出奔。それ以来、用心棒のようなことをしながら各地を転々としていた。
ミーティア・シーン (Meythia)（＊）
ヴァンアーブルに師事する見習い術士。修行として老ウィルらと共に行くよう師から命じられる。師を深く敬い、心の中で常に対話するほど。礼儀正しい性格で、言葉使いも滅多に乱れないが、最終決戦時などごく一部のシーンでの珍妙な事を言い出す場合も。斧を得意としているほか、最終メンバー中、HP初期値が最も高い。
リマスター版では2回主人公となり、その過去が語られる。孤児院出身で、他の幼い子供達のために12歳で孤児院を出てはヴィジランツの真似事で孤児院に仕送りをしており、年齢を理由に足元を見られる事も多かったが、その直向きな仕事ぶりから相応の評価を受けていた。14歳の時にザール峠で護衛の途中、モンスターに囲まれて追い詰められたところをシルマールとヴァンアーブルに助けられる。ミーティアの境遇を聞いたシルマールに勧められヴァンアーブルの弟子となる。その後、20歳の時にヴァンアーブルの試練を受け、その使命やギュスターヴ13世について聞かされた。
専用装備の「形見の石斧」を所持している。これは亡くなった父親の形見である。当初はこの斧で力任せの戦い方をしていたが、ヴァンアーブルに弟子入りしてからアニマの扱い方を学び、術士となる。

### エッグ関連の敵対者
アレクセイ・ゼルゲン (Aleksei Sergen)
横柄な態度と汚いやり口で悪名高いディガーであり、ウィルの父ヘンリーとその妻を手にかけた人物。この悪行について本人は否定しており、事件が起きた町で手に入る情報ではアレクセイが真の下手人であるのかどうかがはっきりしないため、一味を装ってウィルの仲間が情報を聞き出そうとする。ウィルに対しては彼の母・キャサリンがヘンリーを刺したと言い放ち、動揺を誘う。コーデリアが死亡する展開の場合のみ、アレクセイの仕業で間違いなかったことが明かされる。いずれにせよ最後は石切り場での戦いでウィルに倒され、谷底に消える。
ヘンリーや兄弟と共に砂漠のメガリスからエッグを発掘し、災厄をこの世に解き放った張本人。最初に手にした弟のニコラが片腕を失いながらもエッグに支配され（もう一人の弟のピーターはエッグ解放時の強烈なアニマを浴びて即死）、町で暴れた際にはアレクセイ自身は怯えて隠れていた。ニコラがヘンリーに鎮圧された後は町を去り、数年後にナイツ家にてエッグ所持者となり、ヘンリーとキャサリンを殺害した。
海賊 (Pirate)
アニマ教徒の次のエッグ所持者で海賊一味の1人。本名不明。一味がウィルの偽情報に騙されて夜の町を襲撃した隙にウィルに海賊船に乗り込まれ、対峙する。海賊だがカナヅチであり、ウィルと初遭遇時には船酔いで苦しむ情けない三下を装っていた。しかしウィルが船の栓を抜くと本性を表し、ボートで脱出を図った際に再び遭遇したウィルと対決する。戦闘時にはエッグを用いてウィルの体力を吸収するが、この際に相抜けが発生するとエッグを海に叩き落とした扱いとなり、即戦闘が終了するという特殊な勝利条件を持つ。最後はエッグを追って自らも嵐の海に飛び込み、そのまま溺死した。
ミスティ (Misty)
幼少の頃にエッグを発見し、エッグと意識を同化したまま成長した美女。幼少期にリッチと遭遇し、いずれウィルを殺す旨を伝えて去る。時は流れ、妖艶に成長したミスティは元来の好奇心をアニマに対する方向性へと増幅させ、人々のアニマを用いて実験を行うようになっていた。リッチに対しても終始挑発するような態度で翻弄したが、同時に彼に対しても興味を抱いており、最後は虫のメガリスにリッチを誘い対峙。彼に刺し貫かれて絶命し、死体も残さずエッグに吸収された。しかしその狙いは彼を次のエッグ所持者とする事だった。死に際に「お前のアニマは私の…」という含みのある言葉を残す。
偽ギュスターヴ (fake Gustav)（＊）
ギュスターヴの死後、現れた子孫を名乗る偽者の中で最も優秀で世を驚かせた人物。曲刀型のクヴェル「ガラティーン」の使い手で、戦闘能力も高い。術で髪の色を変える、LP値が異常に高いなど人離れした特長を持つ。ギュスターヴの子孫を名乗る偽物が横行していた頃、その話を聞いたことで自身もギュスターヴを名乗るようになる。同時に酒場の客から「ギュスターヴになるには、ケルヴィンやネーベルスタンのような頼りになる部下が必要だ」と聞かされ、目を掛けた者をスカウトしては力を与え、常軌を逸脱した能力を持つ遊撃隊エーデルリッターを組織。その後、ハン・ノヴァ長老会を抱き込んで挙兵し、ギュスターヴを模した鋼鉄軍で当時大陸で最大勢力を誇っていたヤーデ軍を蹂躙した。その勝利でギュスターヴの後継者として存在感を高め、一気に勢力を拡大したものの、最後はサウスマウンドトップの戦いでデーヴィドを中心とする諸侯連合軍に敗れた後、北大陸での目撃証言を最後に行方をくらます。
実はエッグの最後の所持者であり、上述の所業の多くもエッグの力によるもの。しかし本人も元々優れた資質の持ち主であり、所持者を渡り歩いて知恵を付けたエッグがより理想的な所持者の手に渡るように仕向けた結果、手にしたとされる。本名はデーニッツ。最後はエッグに取り込まれたのか、最後のメガリスでは登場しない。リマスター版でエーデルリッターたちの掘り下げがされた一方で、彼に関してはエッグ所持者となる前の出自や最後の顛末が明かされる事はなかった。
サルゴン (Sargon)（＊）
ロードレスランド西部にある村出身のヴィジランツ。少年時代はエレノアやリッチらと共に冒険する。後に、村の自警団としてワッツとグレタと共にモンスター掃討に行った石切場跡にて偽ギュスターヴに見出され、遺跡の仕掛けをただ一人生き残り、偽ギュスターヴ軍精鋭エーデルリッター最初の一人として、炎の将魔の姿になる力を得た。しかしエッグに仕えながらも、その力に対しては危機感も抱いており、星のメガリスでジニー等と対峙した時にはエッグの破壊を彼女等に託し、力を得た代償として自身も討たれる事を望んだ。剣術に長ける。
彼がエーデルリッターに選出された場所は星のメガリスと同様に天空の星々の力を利用した遺跡であり、一定以上の力の無い者はスライムと化してしまう。部屋の外にはその成れ果てであるスライムが大量にいる。スライム化した者の力は残った者に吸収されるため、サルゴンはワッツとグレタの力を得ている。
ギュスターヴ編とナイツ編の両方で戦闘機会のあるキャラクターの一人。
エーデルリッター (Edel Ritter)
偽ギュスターヴの部下の中で特に優れた戦闘力と忠誠心を持つ精鋭部隊。サルゴンを筆頭に以下の5人を加えた計6人で構成されている。「エーデルリッター」とはドイツ語で「高貴なる騎士」を意味する。
元来の資質に加えて偽ギュスターヴ（エッグ）によって力を与えられており、常人離れした力のみならずそれぞれが担当するアニマに対応したモンスターを操る能力を持っている。サルゴン以外は偽ギュスターヴに仕えた経緯の詳細は語られないが、サルゴンと同じプロセスでエーデルリッターになったであろうとのこと。ハン・ノヴァの戦いにはサルゴンのみが参加していたが、この時点で既に全員揃っている。リマスター版でははっきりと全員が揃う場面が描かれている。また、ボルスもサルゴンと同じプロセスでエーデルリッターとなる場面も描かれている。
偽ギュスターヴ軍の主力として猛威を振るったものの、サウスマウンドトップの戦いの前にボルスとミカの部隊は本隊から分断され、本隊も連合軍の前に敗北。エッグに導かれる形で偽ギュスターヴと共に星のメガリスへと逃走するが、そこで6人とも怪物と化してしまい、ジニー一行に倒されるかエッグに吸収されるかの末路を辿る。水、炎は通常のバトル。石、音、獣、樹の将魔はデュエルでの対決となる。後者の将魔はサブメンバーがデュエルをするが、戦えるのは2体まで。倒した将魔はエッグに吸収されずに消滅し、エッグもその属性の形態に変身しなくなるが、前述の理由により倒せる将魔は最大でも4体である。リマスター版の強化形態は全員がパーティバトルになっており、基本的に通常と同じ形態にエッグの将魔形態の2形態をとる。
オリジナル版ではサルゴン以外はいずれも外見が汎用キャラの流用であり、キャラクター性もほとんど謎だった。リマスター版では全員に個別の外見が与えられ、掘り下げも行われている。
モイ (Moi)
石の将魔。サウスマウンドトップの戦いではユニットの1体として参戦している。オリジナル版ではイシス、トーワ共に外見は汎用の兵士と同じ。
リマスター版ではフィリップ3世の伝令兵を務めていたが、フィリップ3世がいない場所に来てしまい、フィリップ3世が謀略によって戦死する。処刑されると考えて逃亡を図るが、敗残兵を狩る暗殺者と遭遇。殺害される直前に無意識で石のアニマを引き出して暗殺者を石化させる。その後は付近で倒れていた兵士から認識票を奪い、名前をモイに改名した。本名は不明。エーデルリッターに選出される前は同じような脱走兵による人攫いに身を落としており、奇しくもフィリップ3世の息子であるグスタフと対峙している。元々の精神の弱さが災いしたか、最後は「エッグに従っている時だけ安寧を得られる。だからこれはきっと正しいことなんだ」と、半ば錯乱状態に陥りながら将魔と化して襲ってくる。
その過去を表してか、容姿は男性戦士（凡庸プレイアブル）にそっくりで、色黒の肌に髪型を変え、髪色と服の色彩を青に染めた風貌になる。
イシス (Isis)（＊※リマスター版のみ）
音の将魔。サウスマウンドトップの戦いではユニットの1体として参戦している。ラストボス以外では唯一、専用の戦闘曲を持つ。
リマスター版では女性と判明し、ラウプホルツの音楽家にして歌姫として登場。音に関して独特の感性を持ち、どこか浮世離れした面があった。グールの塔のオルガンに興味を持ち、ラウプホルツに長期滞在中だったグスタフに護衛を依頼する。暴走するオルガンを前にしても全く動じず、その騒音に倒れるグスタフを横目にオルガンを調律する。その音色に満足しつつ、オルガンを通じて「世界の支配者」からのメッセージを感じ取り、誰にも何も告げずにいずこかへと旅立った。星のメガリスに至っても「人間の出すものはすべて雑音でしかない」と言い放ち、ジニー一行という「雑音」を排除するべく将魔に変貌する。彼女にグスタフでバトルに挑むと戦闘前に少し会話が追加される。強化形態ではグールとグーラを引き連れて出現する。
トーワ (Towa)
獣の将魔。サウスマウンドトップの戦いではユニットの1体として参戦している。
リマスター版ではザール峠で追い剥ぎをしている盗賊団の首領をやっていた。強大な獣のアニマを持ちながら危ない橋は渡らない性格で、パトリックとレイモンに追い詰められた際には助けを求める部下を冷淡に見捨てて逃亡した。しかしそのアニマの強さにはパトリックとレイモンも脅威を感じていた。エーデルリッターとなってもその道の危険性は察知しており、危なくなったらまた逃走するつもりだったようだが、気づいた時には既に遅く、星のメガリスまでエッグに同行して将魔と化す。
ボルス (Bols)（＊※リマスター版のみ）
水の将魔。サウスマウンドトップの戦いでは部隊を率いて連合軍の北方軍を撃破したが、禁止されていた追撃を行った結果、帰還が遅れ、それが偽ギュスターヴ軍敗北の要因となった（追撃を行った理由については作中では明かされていない）。オリジナル版ではエーデルリッターで唯一、人間体の容姿が明かされなかった。
リマスター版でコーデリアが死亡しなかった場合、タイラーの回想の中で少年時代の出来事が語られる。13歳の頃には既に強大な水のアニマを持ち、氷のメガリスの氷河を自ら切り開くほどの実力者であったが、同時に己の力を過信した傲慢な性格だった。ギュスターヴのような英雄になることを夢見て一人でメガリスビーストに挑もうとしていた時にタイラーとラベールと出会い、一時行動を共にした末にメガリスビーストを氷河に沈めたが、その自信過剰な性格はトラブルも引き起こした。以降も自分を特別な人間と思い込み、他人を「凡人」を見下しながら誰の言葉にも耳を貸さず唯我独尊を貫き続けたが、その結果、才能を持ち腐れたまま何も成せず50代を迎え、それでも自分を顧みることもせず酒浸りになっていた。皮肉にもそこで憧れのギュスターヴを名乗る男にスカウトされ、そのまま6人目のエーデルリッターとなった。最後は自分の思い通りにならなかったのは世界が間違っているからと結論付け、エッグと同化して強大な存在になる事を望んでいたが、撃破後にはジニーに「間違ってる」と否定される。
ミカ (Mika)
樹の将魔。サルゴン以外では唯一台詞付きで直接登場する（オリジナル版の外見は汎用の侍女と同じ）。オリジナル版ではイシスが女性と分かる描写が無かったため、エーデルリッターの紅一点とも言われていた。ハン・ノヴァに潜入したジニー一行を偽ギュスターヴに害なす者として抹殺するため、配下を引き連れる場面では、モンスターを操る様子が描かれている。サウスマウンドトップの戦いでは姿が見えないが、これはボルスと共に北方に向かっていたため。オリジナル版においても星のメガリスでの遭遇時にまだ人間の姿を保っており、偽ギュスターヴへの忠誠心を失わず自身の境遇を受け入れた上でジニー一行に敵意を向け、将魔へと変貌する。
リマスター版では幼少期から樹海で一人で遊んでおり、最終決戦の10年前の時点はまだ幼い子供であったことが判明する。アニマを森の中に溶け込ませていたが、同じことができるシルマールに興味を抱いて対話している。その類まれな才能にはシルマールも感心し、「その才をを大切に…」と最後の懇願をされるも元来より無邪気な残虐性の持ち主であり、その願いもむなしく偽ギュスターヴ（エッグ）に魅入られた。
リマスター版の容姿は侍女姿から、服の刺繍を加えて、丈を短く身軽な印象にしている。また、彼女の強化形態とのバトルのみ少し特殊で、まず二人の親衛隊が出現し、一人倒せば樹の将魔が出現。更にもう一人の親衛隊も倒すとその二人が合体して樹精となり、樹の将魔と二体で攻撃してくる。
エッグ (Egg)
本作のラストボス。恐ろしい力を秘めた卵型のクヴェル。一般的なクヴェルと異なり先住民族の意思が封じ込まれており、再び世界に覇権を打ち立てるため所持者を利用して人類のアニマを吸収しようと目論む。現人類の技術ではクヴェルに傷をつけることは出来ないため破壊は困難。所持したことのある者は、アレクセイの弟(ニコラ・ゼルゲン)、ヘンリー・ナイツ、アレクセイ・ゼルゲン、アニマ教徒、海賊、ミスティ、リッチ・ナイツ、偽ギュスターヴ。一度手にすると、強大な力を得る代わりにエッグに精神的に支配される。元の自我は消えこそしないが完全にエッグの虜となり、死ぬまで自分の意志で手放そうとはしなくなる。そして所持者は、死んだ際に自身のアニマを取り込まれてしまう。ただしリッチ・ナイツは精神を支配される前に身投げしており、支配を受けていない。ナイツ家の者はエッグが近くにいると悪寒を感じるが、これは取り込まれたヘンリーのアニマを感じている為。その為、ヘンリーに血が近い者ほど強く感じる。ハン・ノヴァで偽ギュスターヴが持つエッグをジニーが感じていないように描かれているが、ジニーもエンディングでヘンリーが解放された際に感じている為、感知能力がないわけではない。
当初は取り込むに値する種族が生まれるまで砂漠のメガリスにある鉛の棺に自らを封印していたが、アレクセイ兄弟が手にしたことで世に解き放たれる。最初の所持者、ニコラは片腕を失いながらも町で破壊と殺戮に及んだが、ヘンリーにエッグを叩き落とされたことでアニマの暴走によって自壊する。その後はヘンリーに持ち帰られたが、今度はヘンリーの精神を蝕み、彼の妻・キャサリンが暴走するヘンリーを刺してエッグをアレクセイに託したものの、次の所持者となったアレクセイがヘンリーもキャサリンも殺害した。アレクセイが倒された後も所持者を渡り歩き、ウィルによって嵐の海に沈められても浜辺に流れ着いては偶然見つけたミスティに拾われる。最終的に偽ギュスターヴが所持者となり、彼に力を与えて世に大きな戦乱を巻き起こす。しかし偽ギュスターヴがサウスマウンドトップの戦いに敗北すると、太古の星の力を得るべく彼とエーデルリッターを星のメガリスに誘導。エーデルリッターを吸収し、同時にメガリスの力で異形の戦闘形態を獲得したことで所持者を必要としなくなり、ジニー一行に直接襲い掛かる。
敗北後も消滅したのは戦闘形態のみで本体は転移して逃げ延びる。それどころかメガリスの力を得るという当初の目的を果たして人間大の卵と化しており、帰路に就いていたジニー達と遭遇。手の施しようも無い状態に陥るが、グスタフによって振り下ろされたギュスターヴの剣の一撃で亀裂が走り、取り込まれていた全てのアニマが噴き出す形で完全に砕け散る。同時に先住民族の意思もエッグという依り代を失い、消滅した。
最終決戦では3つの通常形態と、エーデルリッターを吸収して得た6つの属性に応じた将魔形態、卵型の最終形態の合計10の形態を持つ。オリジナル版では水、樹、石の将魔形態では通常形態から姿が変化せず、各将魔の幻影を召喚して攻撃してくるが、リマスター版ではこれらの形態にも個別の姿が与えられている。
リマスター版で各強化将魔を倒した後の強化状態では各将魔形態がなくなり、通常形態から卵型の形態を経て更に強力な真の最終形態となる3形態となる。各形態共にLP消費による回復を封じる状態異常を引き起こす他、真最終形態では各将魔の力を1ターン毎切り替えながら使用してくる。更に他シリーズよりヴォーテクスも輸入されている為、こちらの良性ステータス変化もあまり役に立たない。

### 家系図
ギュスターヴの家系図
|                  |                  |                  |                  | ソフィー         | ソフィー         | ソフィー | ソフィー | ソフィー      | ソフィー      |               |               |               |               |  |  |            |            |            |            |            |            |  |  |               |               |               |               |               |               |  |  |            |            |            |            |            |            |            |            |              |              |              |              |              |              |  |  | ギュスターヴ12世 | ギュスターヴ12世 | ギュスターヴ12世 | ギュスターヴ12世 | ギュスターヴ12世 | ギュスターヴ12世 |  |  |  |  |  |  |  |  |  |  |  |  |  |  |  |  |  |  |  |  |  |  |  |  |  |  |  |  |  |  |
|                  |                  |                  |                  | ソフィー         | ソフィー         | ソフィー | ソフィー | ソフィー      | ソフィー      |               |               |               |               |  |  |            |            |            |            |            |            |  |  |               |               |               |               |               |               |  |  |            |            |            |            |            |            |            |            |              |              |              |              |              |              |  |  | ギュスターヴ12世 | ギュスターヴ12世 | ギュスターヴ12世 | ギュスターヴ12世 | ギュスターヴ12世 | ギュスターヴ12世 |  |  |  |  |  |  |  |  |  |  |  |  |  |  |  |  |  |  |  |  |  |  |  |  |  |  |  |  |  |  |
|                  |                  |                  |                  |                  |                  |          |          |               |               |               |               |               |               |  |  |            |            |            |            |            |            |  |  |               |               |               |               |               |               |  |  |            |            |            |            |            |            |            |            |              |              |              |              |              |              |  |  |                  |                  |                  |                  |                  |                  |  |  |  |  |  |  |  |  |  |  |  |  |  |  |  |  |  |  |  |  |  |  |  |  |  |  |  |  |  |  |
|                  |                  |                  |                  |                  |                  |          |          |               |               |               |               |               |               |  |  |            |            |            |            |            |            |  |  |               |               |               |               |               |               |  |  |            |            |            |            |            |            |            |            |              |              |              |              |              |              |  |  |                  |                  |                  |                  |                  |                  |  |  |  |  |  |  |  |  |  |  |  |  |  |  |  |  |  |  |  |  |  |  |  |  |  |  |  |  |  |  |
| ギュスターヴ13世 | ギュスターヴ13世 | ギュスターヴ13世 | ギュスターヴ13世 | ギュスターヴ13世 | ギュスターヴ13世 |          |          | フィリップ    | フィリップ    | フィリップ    | フィリップ    | フィリップ    | フィリップ    |  |  | ケルヴィン | ケルヴィン | ケルヴィン | ケルヴィン | ケルヴィン | ケルヴィン |  |  | マリー        | マリー        | マリー        | マリー        | マリー        | マリー        |  |  |            |            |            |            | カンタール | カンタール | カンタール | カンタール | カンタール   | カンタール   |              |              |              |              |  |  | ギュスターヴ14世 | ギュスターヴ14世 | ギュスターヴ14世 | ギュスターヴ14世 | ギュスターヴ14世 | ギュスターヴ14世 |  |  |  |  |  |  |  |  |  |  |  |  |  |  |  |  |  |  |  |  |  |  |  |  |  |  |  |  |  |  |
| ギュスターヴ13世 | ギュスターヴ13世 | ギュスターヴ13世 | ギュスターヴ13世 | ギュスターヴ13世 | ギュスターヴ13世 |          |          | フィリップ    | フィリップ    | フィリップ    | フィリップ    | フィリップ    | フィリップ    |  |  | ケルヴィン | ケルヴィン | ケルヴィン | ケルヴィン | ケルヴィン | ケルヴィン |  |  | マリー        | マリー        | マリー        | マリー        | マリー        | マリー        |  |  |            |            |            |            | カンタール | カンタール | カンタール | カンタール | カンタール   | カンタール   |              |              |              |              |  |  | ギュスターヴ14世 | ギュスターヴ14世 | ギュスターヴ14世 | ギュスターヴ14世 | ギュスターヴ14世 | ギュスターヴ14世 |  |  |  |  |  |  |  |  |  |  |  |  |  |  |  |  |  |  |  |  |  |  |  |  |  |  |  |  |  |  |
|                  |                  |                  |                  |                  |                  |          |          |               |               |               |               |               |               |  |  |            |            |            |            |            |            |  |  |               |               |               |               |               |               |  |  |            |            |            |            |            |            |            |            |              |              |              |              |              |              |  |  |                  |                  |                  |                  |                  |                  |  |  |  |  |  |  |  |  |  |  |  |  |  |  |  |  |  |  |  |  |  |  |  |  |  |  |  |  |  |  |
|                  |                  |                  |                  |                  |                  |          |          |               |               |               |               |               |               |  |  |            |            |            |            |            |            |  |  |               |               |               |               |               |               |  |  |            |            |            |            |            |            |            |            |              |              |              |              |              |              |  |  |                  |                  |                  |                  |                  |                  |  |  |  |  |  |  |  |  |  |  |  |  |  |  |  |  |  |  |  |  |  |  |  |  |  |  |  |  |  |  |
|                  |                  |                  |                  |                  |                  |          |          | フィリップ2世 | フィリップ2世 | フィリップ2世 | フィリップ2世 | フィリップ2世 | フィリップ2世 |  |  | チャールズ | チャールズ | チャールズ | チャールズ | チャールズ | チャールズ |  |  | フィリップ3世 | フィリップ3世 | フィリップ3世 | フィリップ3世 | フィリップ3世 | フィリップ3世 |  |  | ヌヴィエム | ヌヴィエム | ヌヴィエム | ヌヴィエム | ヌヴィエム | ヌヴィエム |            |            | プルミエール | プルミエール | プルミエール | プルミエール | プルミエール | プルミエール |  |  |                  |                  |                  |                  |                  |                  |  |  |  |  |  |  |  |  |  |  |  |  |  |  |  |  |  |  |  |  |  |  |  |  |  |  |  |  |  |  |
|                  |                  |                  |                  |                  |                  |          |          | フィリップ2世 | フィリップ2世 | フィリップ2世 | フィリップ2世 | フィリップ2世 | フィリップ2世 |  |  | チャールズ | チャールズ | チャールズ | チャールズ | チャールズ | チャールズ |  |  | フィリップ3世 | フィリップ3世 | フィリップ3世 | フィリップ3世 | フィリップ3世 | フィリップ3世 |  |  | ヌヴィエム | ヌヴィエム | ヌヴィエム | ヌヴィエム | ヌヴィエム | ヌヴィエム |            |            | プルミエール | プルミエール | プルミエール | プルミエール | プルミエール | プルミエール |  |  |                  |                  |                  |                  |                  |                  |  |  |  |  |  |  |  |  |  |  |  |  |  |  |  |  |  |  |  |  |  |  |  |  |  |  |  |  |  |  |
|                  |                  |                  |                  |                  |                  |          |          |               |               |               |               |               |               |  |  | デーヴィド | デーヴィド | デーヴィド | デーヴィド | デーヴィド | デーヴィド |  |  | グスタフ      | グスタフ      | グスタフ      | グスタフ      | グスタフ      | グスタフ      |  |  |            |            |            |            |            |            |            |            |              |              |              |              |              |              |  |  |                  |                  |                  |                  |                  |                  |  |  |  |  |  |  |  |  |  |  |  |  |  |  |  |  |  |  |  |  |  |  |  |  |  |  |  |  |  |  |

ナイツ家の家系図
|          |          |          |          |            |            |            |            |            |            |            |            |                                      |                                      |                                      |                                      |                                      |                                      |          |          |          |          |  |  |        |        |        |        |        |        |  |  |  |  |
|          |          |          |          |            |            |            |            |            |            |            |            |                                      |                                      |                                      |                                      |                                      |                                      |          |          |          |          |  |  |        |        |        |        |        |        |  |  |  |  |
| ヘンリー | ヘンリー | ヘンリー | ヘンリー | ヘンリー   | ヘンリー   |            |            | キャサリン | キャサリン | キャサリン | キャサリン | キャサリン                           | キャサリン                           |                                      |                                      | ポール                               | ポール                               | ポール   | ポール   | ポール   | ポール   |  |  | ニーナ | ニーナ | ニーナ | ニーナ | ニーナ | ニーナ |  |  |  |  |
| ヘンリー | ヘンリー | ヘンリー | ヘンリー | ヘンリー   | ヘンリー   |            |            | キャサリン | キャサリン | キャサリン | キャサリン | キャサリン                           | キャサリン                           |                                      |                                      | ポール                               | ポール                               | ポール   | ポール   | ポール   | ポール   |  |  | ニーナ | ニーナ | ニーナ | ニーナ | ニーナ | ニーナ |  |  |  |  |
|          |          |          |          |            |            |            |            |            |            |            |            |                                      |                                      |                                      |                                      |                                      |                                      |          |          |          |          |  |  |        |        |        |        |        |        |  |  |  |  |
|          |          |          |          | ウィリアム | ウィリアム | ウィリアム | ウィリアム | ウィリアム | ウィリアム |            |            | コーデリア or ラベール ※選択肢による | コーデリア or ラベール ※選択肢による | コーデリア or ラベール ※選択肢による | コーデリア or ラベール ※選択肢による | コーデリア or ラベール ※選択肢による | コーデリア or ラベール ※選択肢による |          |          |          |          |  |  |        |        |        |        |        |        |  |  |  |  |
|          |          |          |          | ウィリアム | ウィリアム | ウィリアム | ウィリアム | ウィリアム | ウィリアム |            |            | コーデリア or ラベール ※選択肢による | コーデリア or ラベール ※選択肢による | コーデリア or ラベール ※選択肢による | コーデリア or ラベール ※選択肢による | コーデリア or ラベール ※選択肢による | コーデリア or ラベール ※選択肢による |          |          |          |          |  |  |        |        |        |        |        |        |  |  |  |  |
|          |          |          |          |            |            |            |            |            |            |            |            |                                      |                                      |                                      |                                      |                                      |                                      |          |          |          |          |  |  |        |        |        |        |        |        |  |  |  |  |
|          |          |          |          |            |            |            |            | リチャード | リチャード | リチャード | リチャード | リチャード                           | リチャード                           |                                      |                                      | ディアナ                             | ディアナ                             | ディアナ | ディアナ | ディアナ | ディアナ |  |  |        |        |        |        |        |        |  |  |  |  |
|          |          |          |          |            |            |            |            | リチャード | リチャード | リチャード | リチャード | リチャード                           | リチャード                           |                                      |                                      | ディアナ                             | ディアナ                             | ディアナ | ディアナ | ディアナ | ディアナ |  |  |        |        |        |        |        |        |  |  |  |  |
|          |          |          |          |            |            |            |            |            |            |            |            |                                      |                                      |                                      |                                      |                                      |                                      |          |          |          |          |  |  |        |        |        |        |        |        |  |  |  |  |
|          |          |          |          |            |            |            |            |            |            |            |            | ヴァージニア                         |                                      |                                      |                                      |                                      |                                      |          |          |          |          |  |  |        |        |        |        |        |        |  |  |  |  |

## 世界観
サンダイル / Sandail
本作の舞台となる世界で、大まかに東大陸・西大陸・北大陸の3地域に分けられる。シリーズの中でも特に本作は、世界観の基本的な概念が特殊であるため、以下に概要を示す。
サンダイルには、草や木・石や武器や人など世界に存在するあらゆるものにアニマ / Animaと呼ばれる不可視の気や魂のようなものが宿っている。アニマが消えると生物はいわゆる死を迎える。このアニマに一定の指向性を与えることで術 / Artと呼ばれる現象を引き起こす技術が発展している。
術は、例えば湯を沸かすため火を発生させたり、岩を砕く道具に石の硬度を付加させる等生活のための術もあれば、戦いの手段になる攻撃や回復を行う術もあり、多くの人間はこれらの術を当たり前のように使用できる。
例えば、火を発生させる場合はアニマに「熱風」「燃える」「噴き上がる」などの、石包丁で物を切る場合はアニマに「斬る」「刻む」などのイメージを乗せることで、効力があらわれる。ただし何もない場所でアニマに具体的な指向性を与えることは困難であるため、アニマが込められた道具を媒体として使用する。着用しているものでも良いし、例えば前述の石包丁ならこれ自体を媒体にすることも可能である。
また、死亡した人の思念によっても自然からアニマが具現化されることがあり、この具現化されたアニマを餌にして生きる異形の生物としてモンスター / Monsterがいる。したがって戦争などで多くの死者が一所に発生するとモンスターが集まり易い。それに加えて、これらモンスターそのものを餌にする大型のモンスターも存在する(現実で言うところの大型肉食動物に近い)ため、大量のモンスターが発生すると必然的に大型のモンスターの出現を招き、その地域に住む人々の生活が脅かされることにもなる。
このように術が、一般生活から政治まで社会の隅々まで浸透していることに加え、作中以前の古代帝国時代にクヴェルを至上の価値とする貴族の腐敗を経験したため、クヴェルに依存せずに術を扱う腕前こそが身分へ直結する社会が出来上がっている。したがって、生まれつきアニマの力が弱い人間は術を扱えず、これによって道具を使えないなど「当たり前の生活を送れない」ほか、身分的にも術不能者として社会的に迫害される。とはいえ、アニマを「全く持たない」ことは本来ありえない現象であると作中でも言及されている。リマスター版では、アニマが宿らないとされる物や場所にも実はそれぞれ異なるアニマが存在しており、形が違えどアニマとは万物に宿るものだと明かされる。
世界の各地のメガリス(人類誕生前から存在する古代遺跡)にはクヴェル / Qwelという無尽蔵のアニマを内包している物体が眠っている。壊れる事がないため術の媒体として非常に便利な道具だが、元々術の媒体としてではなく火をおこしたり水を発生させたりする本来の機能が存在する。したがって、人間が扱うことを前提に作られたものではないので、使い方を誤れば危険を伴う(人間に扱えないクヴェルも存在する)。
自然の遺産としてこれを探し求めている人々もおり、職業で発掘を行う人はディガー / Diggerと呼ばれ、発掘は危険を伴うためヴィジランツ / Vigirantsと呼ばれる護衛を雇う。またメガリス探索などの大業を成し遂げたディガーはタイクーン / Tycoonと呼ばれる。
また、一般的に普及している、術を使うための道具であるツール / Toolはクヴェルを模して人が作り出したものである。
あらゆるものに含まれるアニマに唯一相反するものとして、鉄・鋼などの金属 / Metalは、アニマを引き出せず逆に遮断する性質を持っている。中でも鉛が最も遮断効果が高いが、金は例外的に遮断効果がない。術の発達したサンダイルでは軽視されがちで、主に死者の棺などに使われる(悪霊と化したアニマが取り付いてアンデッド化することを防ぐため)。金属で加工された武具はアニマを遮断して術を使いづらくする反面、極めて頑丈で壊れない上に武具としての性能も高い。また、アニマを阻害する特性を逆手に取ることで、術から身を守る使い方もある。この金属製品を時代の中心にまで押し上げた人物こそが「鋼の13世」こと「ギュスターヴ13世」である。
メルシュマン地方 / Merchmin
東大陸の北西部にある地域。1087年にギュスターヴ8世がフィニー島を獲得しフィニー王国を建国し元のバース侯国が力をつけ、今のテルムが繁栄した。バースの他にオート、ノール、シュッドという4つの侯国が隣接しあうその土地情勢のために古くから争いが絶えない。戦争をはじめ様々な要因で常に勢力図が書き換えられている。
テルム / Thermes
モート川南岸に位置するフィニー王家の都。大別して王宮・王都・貧民街という区別がされており、王都付近は美しく整った都会的な町並みが連なる。商店街や酒場などが軒を連ねていながらも決して汚さや退廃的な面は持たない。術の力を特に重要視する社会であるため、王宮近辺は特に術力の高い者しか住めず、アニマが弱い者を見下すという風潮が強い。ギュスターヴの時代になってしばらくしても術全盛時代を彷彿とさせる生活を続けている。
王宮は代々のフィニー王家が統治する居城としてテルム中央に聳える。特にフィニー王家ではファイアブランドの儀式が有名で、この儀式を執り行う部屋は術の力で「壁が窓になる」大掛かりな仕掛けがされている。城内の至る所に飾られた代々のフィニー国王の肖像画を順に見れば歴史を知ることも可能。ここではまた、騎乗用の動物「ギンガー」が飼育されている。
貧民街にはアニマが弱い者が住んでおり、王都部分に比べ建物の格差が激しい。ギュスターヴ13世の時代以前は社会から見放された術不能者が行き着く場所として王都に住む者はここに住む者を蔑んできた。社会的に軽視されているので「あの場所」などの抽象的表現で呼ばれているのが一般的。ちなみに貧民街は、テルム以外の各都市にも類似した区画が存在する。
ギュスターヴ14世の死後は、様々な要因からファイアブランドの儀式を経て王位に就いた人間はおらず、王不在の時代が続く。結果、フィニー王国は形骸化していき、テルムは1300年代の頃には「フィニー王国の首都」ではなく「メルシュマン地方の中心地」でしかなくなっている。
ロードレスランド / Lordless Land
東大陸西部で、ヴェスティアを中心としていくつかの遺跡が点在する西部と、統治者の居ない歴史が長い東部に分けられる。
西部は、古代帝国時代に発生した戦争の影響によるモンスターの出現により、長い間統治者の居ない歴史が続いた為に「ロードレス(領主不在)ランド」と呼ばれるようになり、実際ほとんどの土地が放置され、荒れ放題になっている。東部ともどもかつては「中原」と呼ばれていたが、今ではその呼び名を使う者もあまり見られない。アニマを蓄えて活性化したモンスターも多数生息しており、特にハンの廃墟やアナス川源流地点の石切場跡などはモンスター被害が顕著。起伏に富んだ自然が広がっており、ディガーたちの来訪も少なくない。
東部は、古代帝国が崩壊した当時から汚れた土地という認識が強く、権力者が興味を示すことが少なかった。古代帝国時代の戦乱の中心地だったことから、その荒廃ぶりは西部のそれを上回り、サウスマウンドトップや古戦場など、殆どむき出しの土地が連なっている。ギュスターヴ13世がハン・ノヴァを建国したのはこの地域。
ヴェスティア / Westia
アナス川河口に位置する村。農業と漁業、そして河川を利用した運搬業で生活を立てている住民が多く、酒や魚などを交易品として他の地域に運び出している。その地域柄ディガー・ヴィジランツ・冒険者たちが集う町で、それぞれが仕事や仲間、クヴェルやメガリスの情報を探しに酒場を訪問している。アナス川近くにあるハンの廃墟は特にクヴェル発掘の候補地なので訪れるディガーも多い。ヴェスティアからはグリューゲル方面へと船も出ている。
ハンの廃墟
紀元前400年前から栄え、長い間この地方に君臨していたハン帝国の廃墟。闘技場や水路、墓地などを含めた4km四方の大帝国はその崩壊と同時にほとんどが壊滅し、長い年月を経るうちに様々な部分が崩れ、瓦礫が散らばるままになっている。モンスターや盗賊が多数徘徊しているために観光には向かず、ディガーたちが訪れてクヴェルの探索をするだけの地域と化している。なお、度重なる発掘によってクヴェルなどの重要な遺物はすでに掘り尽くされているともいわれる。
生命の木の島
ヴェスティア近郊にある小さな島。ヴェスティアから見ることだけはいつでも可能だが、周囲の海流が複雑なために簡単には辿り着けない。この島には生命の木と呼ばれる木があり、一部の人間がこの実を食べることで長い間健康的な身体を維持できる事を知っているという。
ハン・ノヴァ / Hahn-Nova
ギュスターヴ13世が、その昔栄華を極めた古代帝国ハンを意識して建国した。宮殿前の広場を中心に機能の異なる街が三方向に伸びている。サウスマウンドトップと古戦場が見渡せる場所だが逆にサウスマウンドトップなどからハン・ノヴァを監視することも可能。質実剛健な町並みが連なり、兵士たちが闊歩する都は動乱期を彷彿とさせる。何度も窮地に陥りながらもその度に復興してきた、ギュスターヴ同様に芯の強さを持った国。
作中では建設時のプレイヤーの選択によって市街地の構造、およびが商店で売り出される品が変化する。
スヴェルドルフ鉱山
アニマに反応する「感応石」と呼ばれる鉱石を発掘している。ロードレスランド東部とグラン・タイユの境界線付近にあるこの鉱山では、発掘量こそ少ないが種類は多いため世界でも有数の鉱山として名高い。鉱山では鉱夫の他にディガーを雇い、そのアニマ感知力を元にした意見を取り入れ、ある程度の目測をつけながら掘るのが一般的。しかし、裏側はガーゴイルの巣と隣接していて、そちら方面に掘り進んだ為にガーゴイルの襲撃事件が起こり、更にその数年後には無理な採掘計画がたたって落盤事故を引き起こし、完全に埋まってしまった。その後、ケルヴィンがカンタールとの戦争を優位に進めるため、ガーゴイルの巣側からの鉱脈調達をもくろみ、エレノアに調査依頼を出している。オリジナル版ではその後実際に使われたのかは不明だったが、リマスター版ではエレノアが探り当てた裏側よりノール軍が物資を運び出す様子が描かれている。
グラン・タイユ / Grand Teille
東大陸の中央、ヴァイスラント方面とロードレスランドの中間に位置する細長い地域。険しい自然にかこまれた場所であることから主体的な都市がないために、散水塔などの古い遺跡がそのまま残っており、西海岸に唯一人々の町として機能している夜の町も古い時代の遺跡都市をベースにしている説がある。グラン・ヴァレを越えるとラウプホルツの街へと抜けられる。このグラン・ヴァレ手前にはギュスターヴの最前線基地である南の砦も建てられた。
グラン・ヴァレ / Grand-Valley
細長いグラン・タイユの南部をほとんど覆うように連なる巨大な渓谷。古代帝国の時代には巨大な石橋が架けられていたが現在ではそのほとんどが崩壊し一部のみが原型を留めている。ラウプホルツへの関所には法外な通行料を取る団体も駐留しているが、この谷の下を抜ける危険なルートも存在する。グラン・ヴァレがこれほどに法外な料金を要求する背景にはこの周辺海流の複雑さで船が利用できないことが多分に影響している。
夜の町
夜のような雰囲気に包まれた町。古代帝国時代のクヴェル装置が今も稼動しているため街灯などが完備され、作中で見られる加工場に象徴されるように優れたツールの産地だが、交通の便が悪く品物は外に出回っていない。グラン・タイユ地方自体に統治者がいないため、貧民街同様に退廃的で世捨て人的な人物が多く、社会的にも格下なので他の地域の人々からの対応は悪く、ともすれば略奪行為が横行することもある。
ヴァイスラント地方 / Weissland
東大陸の東端にある、雪と氷の地域。南東の海岸沿いにある雪山となった険しい山々に囲まれている。主要都市としてラウプホルツがあるものの、その支配はごく狭い範囲に限られ、他はほとんどが雪原や雪山なので大部分が放置されている。ある暗殺集団の本拠地があるとも噂されている。
ヴァイスラント / WeissLand
術発祥の地として世界的に知られている、東大陸最南端の町。雪山と雪原に覆われた極寒の地なので訪れる旅行者はほとんどいない。町全体でクヴェルを利用するという圧倒的な生活風景があり、暖炉の代わりに利用されている火のクヴェルは特に有名。ただしクヴェルの出所などの詳しい背景について知る人は居ない。
氷のメガリス
ヴァイスラント地方の凍り付いた島に存在するメガリス。周囲を氷湖には足場ができるタイミングが存在し、それを見計らわないと入れない。メガリス自体も巨大な氷に覆われており、それを乗り越えなければ内部に入れない。建物そのものが思念を実体化する装置だが、全ての思念が無条件に実体化される訳ではなくメガリスの「審査」を通過するほどの人格を持った者のみがその力を利用可能。そうでなければアニマの暴走を招いてしまう。
ラウプホルツ / Laubhols
グラン・ヴァレを抜けてすぐのところにある活気的な都市。気候は多少寒いもののヴァイスラントほどではなく、芸術家たちの集う静かな町ではレストランなどの施設も存在。文化面に置いて大きな成長を遂げようとしている都市である。
グールの塔
ラウプホルツ近郊にある塔。誰がいつ建てたのかは誰も知らない。噂によると、自然に還れなかったアニマが集まる危険な場所で、一度足を踏み入れた者は如何なる者も塔の住人になってしまうという。事実、内部には死ぬに死ねない亡者たちが蠢いており、一見普通の人間が歩いているが彼らは全てグールである。
アルティマニア巻末のオリジナルストーリーではアニマ分離結晶化装置を備えたメガリスという設定になっており、同小説の主人公であるベエンダーはここで生み出されたとされる。ゲーム本編ではそのような説明は無いが、リマスター版では最上階のオルガンにファイアブランドが反応しており、先史文明と何らかの関係があるような描写がされている。
ナ国 / Na & Grand Desert
ナ国の首都グリューゲルのある南大陸の地域。土地の大半が砂漠化しているために居住地域は思いのほか狭い。テルムなどメルシュマン地方とは対照的に古くから術の力を重要視しない歴史を築いているため、他の地域では廃れた鍛冶などの技術も残っている。近隣にはヤーデやワイドなどの大都市もあるが、全体の広さに比べて国の数がまばらなため、領土争いが起こらず、さほど大きな戦乱の舞台にはならなかった。
グリューゲル / Gluegel
インネル川上流に位置する、平和な空気の流れるナ国の首都。砂漠地域さながらに雨の少ない地方だが、大規模な植樹が実行されつつ町の規模も広がっているなど人々の団結力が高い。ナ国という安定した支配の下に栄えている平穏で治安の良い都市だが、支配関係が安定し続けていると考える国王の姿勢が、多少平和ボケの傾向を作っている。
フォーゲラング / Vogelang
岩荒野に囲まれた、砂漠と荒野の只中の町。旅人のオアシスとして古くから栄えてきたが、土地柄か家屋自体は少なく、水関係のツールは高値で取引され、特にフォーゲラング近くに広がるタウゼント湖の水は勝手に汲む事が禁止されているほど貴重な水源。この水からは一級品の酒も製造される。周囲にはいくつかの遺跡やメガリスが点在するも、ナ国のある南大陸自体にクヴェルの発見例がほとんど無いため、ディガーたちの来訪は少なめ。
ナ国周辺 / Austrix the east
ナ国により領地を与えられた領主たちがそれぞれの土地を統治している、ナ国と隣接した地域。北大陸や東大陸との海路による交流が盛んな場所で、北回帰航路と南周回航路二つの航路が発達している。全体的に穏やかな風潮を持っているがいくつかの従属国が点在しているために大規模にならない程度の紛争が各地で続いている。
ヤーデ / Yade
大きな崖の上にあるヤーデ伯の屋敷と、その真下を取り囲む町で成り立つ町。さほど大きな町ではなく、ともすれば村と見まがうほど小規模な群落だが、ギュスターヴの盟友ケルヴィンが治めるようになった頃には軍備も増強され、立派な都市になった。特産品のぶどうから作られるワインは特に有名で各地に輸出している。人々の気風ものどかで穏やか。周囲には特に遺跡などは無いが、キノコの繁殖した洞窟がある。
ワイド / Wide
ヤーデ伯の北方にあるワイド侯の中心都市。丘の上に屋敷と町があり、それをぐるりと取り囲んだ城壁が有名。屋敷も豪華な造りで見る者を驚かせる。このワイドは古くから統治者のみならずその側近たちの力による成功が多かった歴史があり、軍隊を統括する将軍と内政を担当する内政官とが分担して責務を行っている。またここは安定した海流に乗って大型船も良く寄港する水運都市でもある。ギュスターヴ13世が自身の拠点とするべく目を付けられ、巧みな策略でギュスターヴに占拠される。ギュスターヴが統治者になってからは鉄製品の生産量が大幅に増加した。後にウィルもここに居を構えている。
北大陸 / Terionis
北方に位置する大陸。ごく最近に発見された大陸なので人口はとても少なく、未開拓地もまだ多い。そのため未発見の遺跡やメガリスもまだまだ多く眠っていると見込んだディガーたちが訪れるほか、新天地を求めて開拓者たちも訪れる。人跡未踏の大陸なだけに今後の新発見が期待されている。
ノースゲート / North Gate
開拓者たちが初めて町らしいものを築き上げた場所。名前の通り北大陸の玄関口として質素な町並みながらも活気溢れる開拓者が集っている。周辺にはいくつかの遺跡や洞窟も存在しており一攫千金を狙うディガーや冒険者の来訪も多い。町といえど村同様の規模しかないので全体的にはそこまで広くないが、ここより更に奥地を目指すには最後の補給地となる。
開拓村 / Settlement
見渡す限りの大森林に囲まれた小さな村で、家屋自体もまだ4つほどしか存在しない。開拓者たちが苦難の末に辿り着いた場所でこれからの発展が期待されている。ノースゲートとは定期的に野菜や物資の運搬がされている他はほとんど接点が無く、人々は自給自足を絵に描いた生活を営んでいる。北大陸の奥地にあるだけにその周囲にある遺跡やメガリスはノースゲート周辺の比ではなく、人が全く足を踏み入れたことの無い地域が眠ったままになっている。
虫のメガリス
「巨虫のメガリス」とも。虫の多い土地柄を反映したように、内部は無数の虫が棲みついている。至る所に虫の卵である黄色い球体が存在する。二度目の来訪時には最奥部に巨大な蛹が存在しているが、これは当初ボスとして意図されており、製品版ではボツとなったものである。
星のメガリス
作中では「最後のメガリス」と呼ばれる本作のラストダンジョン。太古の天空の星々の力を未だ残す場所であり、当時の時の流れがある一点で凍結されている。その関係か、登場する敵シンボルは各属性をそのまま象ったシンプルなものになっている。
オリジナル版では回復ポイントが一切存在しないが、リマスター版では入り口付近と最奥部に配置されている。

## 戦役
バケットヒルの戦い（1248年）
フィニー王国の王位を巡るギュスターヴ13世と14世の戦い。ワイドで地盤を固めていた13世の元に12世崩御の報が舞い込んだことを切っ掛けに、13世は東大陸への遠征を決意。自身を12世の正統後継者として主張し、後妻の子である14世と対決する。実際は13世には王位への興味は無く、出陣を決めたのも周囲の説得を受けたのと「自分に何が出来るのか」を確かめたいというのが本心であった。侵略戦争ではなくあくまで継承戦争となるように喧伝していたため、本人の意思はどうあれ歴史的にはギュスターヴ同士による王位を賭けた戦いということになっている。
ロードレスランド上陸後のギュスターヴ軍はアナス川を越えて東進。これに対し、14世率いる国王軍は諸侯を集めて南下し、ギュスターヴ軍はザール峠を封鎖して対抗する。国王軍はギュスターヴ軍の後方を突くべくカンタール率いる別動隊を編成するが、これを察知したギュスターヴ軍はザール峠に偽装を施して退却。ヤーデ伯の増援部隊と合流し、カンタールのオート侯軍へと攻撃を仕掛ける。しかしカンタールは戦闘を避けて後退し、以後は戦いを傍観。一方、ギュスターヴ軍の退却にようやく気付いた国王軍は追撃を開始し、ギュスターヴ軍も迎撃のために移動。両軍はハンの廃墟に近いバケットヒルで激突する。兵力差では圧倒的有利な国王軍だったが、オート侯軍に続いてフィリップ率いるノール侯軍も傍観を決め込み、更にはギュスターヴは並外れた攻撃力と頑強な防御力を誇り術も通じない鋼鉄兵を投入。この鋼鉄兵は術不能者やアニマの弱い者で構成されたもので元より術が使えないために気兼ねなく金属装備で武装できており、その前例無き兵士の目覚ましい活躍によって国王軍は敗北を喫する。14世は処刑され、勝利した13世はフィニー王国の正当な統治者となった。この結末は、それまで役立たずと忌避されていた術不能者と金属製品の価値を世に知らしめ、その地位を向上させると共に術至上主義の思想に対して根本的な改革を成し遂げる結果となった。
ザール峠の戦い（1277年）
リマスター版で追加されたケルヴィンとカンタールによるロードレスランド一帯の覇権をかけた戦いの一つ。ロードレスランドの支配を固めていくカンタールに対し、ヤーデ伯家を継いだケルヴィンはスヴェルドルフ鉱山の確保をはじめとして入念な準備を整えて出兵。ケルヴィンの動きの遅さに油断していたカンタールを一時退ける事に成功。しかし、これに機を見たチャールズが血気にはやって突出し、左右からの挟撃を受けて孤立する。チャールズ軍は必死の防戦により、フィリップ3世の援軍到着まで持ちこたえて難を脱したものの、この戦いでチャールズは父や弟とはやり方が合わない事を痛感するのだった。
ソールズベリ平原の戦い（1289年）
ケルヴィン率いるヤーデ伯軍とラウプホルツ公軍の戦いであり、ケルヴィンの生涯最後の戦い。カンタールの崩御によりオート侯家が分裂・弱体化したのを機に、ケルヴィンはハン・ノヴァを拠点として諸侯と盟約を結び、一大勢力を築く。これにより67歳にして覇権を握ったケルヴィンによって世に平定がもたらされると思われたのも束の間、カンタールの娘であるヌヴィエムが密かに行動を開始する。父譲りの策謀を巡らせたヌヴィエムはラウプホルツ公エドムンドやナ国のショウ王に取り入り、言葉巧みに誘導して再び戦乱の火種を生み出す。その真の目的は、かつて自身を侮辱したチャールズに対する極めて個人的な私怨であった。
いずれにせよ、ヌヴィエムに焚き付けられたエドムンドは挙兵し、ショウ王もケルヴィンに召喚命令を出す。形式上とは言えヤーデ伯家は未だナ国の家臣であるため従わない訳もいかないが、ケルヴィンが迂闊にハン・ノヴァを離れれば盟約が崩壊しかねないためチャールズが名代としてショウ王の元へ向かい、ケルヴィンはフィリップ3世と共にソールズベリ平原でエドムンド率いるラウプホルツ軍を迎え撃つ。戦いはケルヴィン率いるヤーデ伯軍の勝利に終わり、エドムンドは自国へと逃げ帰る。しかし亀裂が生じた盟約の修復は適わず、ケルヴィンが没すると同時に盟約は完全に崩壊。再び戦乱の世が幕を開ける。
ハン・ノヴァの戦い（1305年）
偽ギュスターヴ率いるハン・ノヴァ軍とチャールズのヤーデ伯軍の戦い。この時期になるとギュスターヴの子孫を名乗る偽物が続出し、相次いで反乱を起こしていた。後継者戦争の原因を作ったショウ王の没後、デーヴィドを始めとする諸侯による和平会議が開かれるも話し合いは全くまとまらない。そもそもデーヴィドを出席させたチャールズは話し合いでまとめる気など更々無く、時間を稼がせてその間にロードレスランドの支配権を固めるべく動いていた。その中で、ハン・ノヴァ制圧の為に同都の長老会に兵糧供出を要求していたが、長老会は応じるどころか拒否して挙兵。その裏にはエッグ所持者である偽ギュスターヴがいた。チャールズはこれを口実にハン・ノヴァを占領するべく侵攻する。ハン・ノヴァ側に加担していた近隣領主の大半もチャールズの討伐令を聞くや否や逃げ帰るという有り様で、後に引けなくなった長老会は偽ギュスターヴに全てを託さざるを得なくなり、結局ハン・ノヴァ軍は偽ギュスターヴを中心とした少数で出陣。郊外の草原でヤーデ伯軍と相対する。兵力差は歴然であり、ヤーデ伯軍の圧勝かと思われたがハン・ノヴァ軍はギュスターヴ13世の軍を模倣した鋼鉄兵と、エッグに力を与えられたエーデルリッターによりヤーデ伯軍を容易く撃破。チャールズは敗死する。
この結果により偽ギュスターヴはそれまで懐疑的であった者達を含め、一気に民衆の支持を獲得。ハン・ノヴァの支配者へと君臨する。一方、チャールズの訃報がもたらされた和平会議の場ではデーヴィドが驚くべき手腕で状況を逆手に取り、諸侯を瞬く間にまとめて和平条約の仮調印に持ち込み、対偽ギュスターヴの連合軍を結成する。
サウスマウンドトップの戦い（1305年）
デーヴィドを中心とした連合軍と偽ギュスターヴ軍の戦いで、乱世の終焉を告げる最後の戦い。ハン・ノヴァの戦いに勝利した偽ギュスターヴ軍はより勢力を増していた。それに対し、連合軍は北、西、南の三方からハン・ノヴァの包囲に移る。偽ギュスターヴ軍はデーヴィド率いる連合軍の要・西方軍を主力で迎え撃ち、比較的弱い北方軍をボルスとミカ率いる部隊に当たらせる。目論見通りボルスとミカの部隊は北方軍を撃破し、偽ギュスターヴはその帰還を待って全兵力で西方軍を叩き潰すつもりであった。しかし部隊は禁止されていた追撃を敢行し、帰還が遅れる。サウスマウンドトップにて両軍が睨み合う拮抗状態が続くが、その間にラウプホルツ公率いる南方軍が迫り、挟撃されてはとても勝ち目の無い偽ギュスターヴはついに攻撃を開始。南方軍の到着まで持ちこたえるべく抗戦する西方軍と、その前に決着を付けるべく猛攻を仕掛ける偽ギュスターヴ軍の激闘が始まる。この戦いにはグスタフと名乗っていたギュスターヴ15世も連合軍に加勢していたとされる。最終的に連合軍が勝利し、偽ギュスターヴはエーデルリッターと共に逃走。戦後、諸侯はハン・ノヴァに集まり、和平条約の正式調印を行う。これにより、世界中のほとんどの諸侯と自由都市が参加するという初の全世界的な和平条約「ハン・ノヴァ条約」が成立し、長きに渡る戦乱の世は終わりを迎えた。
ゲーム中では描かれないが、連合軍は術と鋼を混成した新型軍であり、対して偽ギュスターヴ軍はギュスターヴ13世の鋼鉄軍をそのまま模倣しただけであった。結果は前者の勝利に終わったことで、術と鋼の共存する新時代の幕開けを示すような結末となった。

## 開発スタッフ
- 河津秋敏 (プロデューサー&シナリオ)
- 小林智美 (イメージイラスト)
- 外岡高明 (メインプログラム)
- 篠宮淳一 (システムディレクター)
- 蜷川裕一 (マップディレクター)
- 小泉今日治(バトルディレクター)
- 浜渦正志 (音楽)

他多数

## 関連商品

### 書籍
- スタジオベントスタッフ『サガ フロンティア2 アルティマニア』デジキューブ〈SE-MOOK〉、1999年6月18日。ISBN 978-4-925-07553-4。
  - ベニー松山「Beender～終末をもたらす者」

アルティマニア巻末に収録。本編のストーリーを不老不死の剣士「ベエンダー」の視点で追う小説。歴史の裏側やゲームで描かれていない部分を独自解釈によって補間しているが、あくまで松山によるオリジナルストーリーであり、ゲームとは食い違う部分も存在する。
リマスター版の新規シナリオには松山も携わっているが、前作リマスター版のヒューズ編同様に原案は河津によるもので小説をゲーム化したものではなく、内容も明確に食い違っている。
- 『サガ フロンティア2 設定資料集 サンダイル年代記』デジキューブ〈スクウェア公式設定資料集〉、1999年3月。ISBN 978-4-925-07546-6。
- 『スクウェア公式 サガ フロンティア2 設定資料集 SaGaFrontier II PERFECT WORKS』デジキューブ〈スクウェア公式設定資料集〉、1999年7月。ISBN 978-4-925-07554-1。
- 『サガ フロンティア2 最速攻略本 for biginners』デジキューブ〈スクウェア公式〉、1999年3月。ISBN 978-4-925-07550-3。
- 『サガ フロンティア2 メモリアルアルバム The legacy left etarnally』デジキューブ、1999年9月。ISBN 978-4-925-07563-3。
- じょうもん弥生『サガ フロンティア2 ヴァージニア・ナイツ物語』 1999年4月号-5月号、アスキー〈ファミ通文庫〉、1999年12月。ISBN 978-4-757-20589-5。
  - ジニー世代の物語を描く小説。ナイツ編の「ジニーの旅立ち」からエンディングまでをフォローしており、少女であるジニーの心情や仲間とのやり取りを中心に描いている。アイテムや連携などの要素も忠実に再現しているが、ウィルがひょうきんな好々爺になっていたりジニーとミーティアが親友になるなど、キャラクター設定や人間関係などは独自の解釈が多く、ラストはジニーがロベルトに恋をしたような描写で終わっている。
- 『サガ フロンティア2 サンダイル 英雄戦記』アスキー〈電撃PlayStation〉、1999年4月23日。
  - 電撃PlayStationの付録
- さいとう礼見『サガ フロンティア2』角川書店〈ふぁんデラ〉、1999年12月。
  - コミカライズ作品（未単行本化）。ギュスターヴ編の「ギュスターヴ追放」から「病床の母」までのストーリーをフォローしており、男同士の耽美な友情の世界を描く。

### 音楽
- サガフロンティア2 オリジナルサウンドトラック, デジキューブ, (1999-4-21)
  - 本作のBGMは全てドイツ語でタイトルが付けられている。なお、2006年にスクウェア・エニックスから再発売された。
- Piano Pieces "SF2"Rhapsody on a Theme of SaGa FRONTIER 2, スクウェア・エニックス, (2010-7-21)